# ITF Women's Circuit 2005
L'ITF Women's Circuit 2005 è stata una serie di tornei gestita dall'organo internazionale del tennis, l'ITF. Lo scopo di questi tornei è quello di permettere, in particolare alle giovani tenniste, di migliorare la loro classifica per giocare in tornei più importanti. L'ITF Women's Circuit comprende tornei che hanno montepremi che vanno dai 10.000 ai 100.000 dollari.

## Gennaio
| Settimana  | Torneo | Vincitrice                                 | Finalista                 | Semifinaliste                   | Quarti di finale                                            |
| ---------- | --- | ------------------------------------------ | ------------------------- | ------------------------------- | ----------------------------------------------------------- |
| 10 gennaio | Internationaler Württembergische Damen-Tennis-Meisterschaften um den Stuttgarter Stadtpokal 2005 Stoccarda, Germania Cemento $10 000 Singolare - Doppio | Mervana Jugić-Salkić 6-2, 6-2              | Sabine Klaschka           | Korina Perkovic Elisa Villa     | Kristina Barrois Eva Pera Celine Beermann Janette Bejlková  |
| 10 gennaio | Internationaler Württembergische Damen-Tennis-Meisterschaften um den Stuttgarter Stadtpokal 2005 Stoccarda, Germania Cemento $10 000 Singolare - Doppio | Mervana Jugić-Salkić Darija Jurak 6-3, 7-5 | Danielle Harmsen Eva Pera | Korina Perkovic Elisa Villa     | Kristina Barrois Eva Pera Celine Beermann Janette Bejlková  |
| 10 gennaio | ITF Women's Circuit Dubai 2005 Dubai, Emirati Arabi Uniti Cemento $10 000 Singolare - Doppio                                                            | Sandra Klemenschits 6-4, 6-1               | Kyra Nagy                 | Louise Doutrelant Sanaa Bhambri | Oksana Ljubcova Irina Kotkina Andra-Iulia Savu Galyna Kosyk |
| 10 gennaio | ITF Women's Circuit Dubai 2005 Dubai, Emirati Arabi Uniti Cemento $10 000 Singolare - Doppio                                                            |                                            |                           | Louise Doutrelant Sanaa Bhambri | Oksana Ljubcova Irina Kotkina Andra-Iulia Savu Galyna Kosyk |
| 10 gennaio | Westgate Printing Grand Slam Futures Tampa Bay 2005 Tampa, USA Cemento $10,000                                                                          |                                            |                           |                                 |                                                             |
| 10 gennaio | Westgate Printing Grand Slam Futures Tampa Bay 2005 Tampa, USA Cemento $10,000                                                                          |                                            |                           |                                 |                                                             |
| 17 gennaio | Open GDF Suez De L'Isere 2005 Grenoble, Francia Cemento $10,000                                                                                         |                                            |                           |                                 |                                                             |
| 17 gennaio | Open GDF Suez De L'Isere 2005 Grenoble, Francia Cemento $10,000                                                                                         |                                            |                           |                                 |                                                             |
| 17 gennaio | AEGON Pro Series Tipton 2005 Tipton, Gran Bretagna Cemento $10,000                                                                                      |                                            |                           |                                 |                                                             |
| 17 gennaio | AEGON Pro Series Tipton 2005 Tipton, Gran Bretagna Cemento $10,000                                                                                      |                                            |                           |                                 |                                                             |
| 17 gennaio | MLP TennisBase Open 2005 Oberhaching, Germania Sintetico $10,000                                                                                        |                                            |                           |                                 |                                                             |
| 17 gennaio | MLP TennisBase Open 2005 Oberhaching, Germania Sintetico $10,000                                                                                        |                                            |                           |                                 |                                                             |
| 17 gennaio | ITF Women's Circuit Miami 2005 Miami, USA Cemento $10,000                                                                                               |                                            |                           |                                 |                                                             |
| 17 gennaio | ITF Women's Circuit Miami 2005 Miami, USA Cemento $10,000                                                                                               |                                            |                           |                                 |                                                             |
| 24 gennaio | Waikoloa Championships 2005 Waikoloa, USA Cemento $50,000                                                                                               |                                            |                           |                                 |                                                             |
| 24 gennaio | Waikoloa Championships 2005 Waikoloa, USA Cemento $50,000                                                                                               |                                            |                           |                                 |                                                             |
| 24 gennaio | Open GDF Suez de Belfort 2005 Belfort, Francia Cemento $25,000                                                                                          |                                            |                           |                                 |                                                             |
| 24 gennaio | Open GDF Suez de Belfort 2005 Belfort, Francia Cemento $25,000                                                                                          |                                            |                           |                                 |                                                             |
| 24 gennaio | ITF Women's Circuit Hull 2005 Hull, Gran Bretagna Cemento $10,000                                                                                       |                                            |                           |                                 |                                                             |
| 24 gennaio | ITF Women's Circuit Hull 2005 Hull, Gran Bretagna Cemento $10,000                                                                                       |                                            |                           |                                 |                                                             |
| 24 gennaio | Sheriff Jim Coats Clearwater Women's Open 2005 Clearwater, USA Cemento $10,000                                                                          |                                            |                           |                                 |                                                             |
| 24 gennaio | Sheriff Jim Coats Clearwater Women's Open 2005 Clearwater, USA Cemento $10,000                                                                          |                                            |                           |                                 |                                                             |
| 31 gennaio | AEGON Pro Series Sunderland 2005 Sunderland, Gran Bretagna Cemento $25,000                                                                              |                                            |                           |                                 |                                                             |
| 31 gennaio | AEGON Pro Series Sunderland 2005 Sunderland, Gran Bretagna Cemento $25,000                                                                              |                                            |                           |                                 |                                                             |
| 31 gennaio | ITF Women's Circuit Rockford 2005 Rockford, USA Cemento $25,000                                                                                         |                                            |                           |                                 |                                                             |
| 31 gennaio | ITF Women's Circuit Rockford 2005 Rockford, USA Cemento $25,000                                                                                         |                                            |                           |                                 |                                                             |
| 31 gennaio | Vale do Lobo Ladies Open 2005 Vale do Lobo, Portogallo Cemento $10,000                                                                                  |                                            |                           |                                 |                                                             |
| 31 gennaio | Vale do Lobo Ladies Open 2005 Vale do Lobo, Portogallo Cemento $10,000                                                                                  |                                            |                           |                                 |                                                             |
| 31 gennaio | Internazionali Tennis Val Gardena Südtirol 2005 Ortisei, Italia Sintetico $75,000                                                                       |                                            |                           |                                 |                                                             |
| 31 gennaio | Internazionali Tennis Val Gardena Südtirol 2005 Ortisei, Italia Sintetico $75,000                                                                       |                                            |                           |                                 |                                                             |
| 31 gennaio | ITF Women's Circuit Wellington 2005 Wellington, Nuova Zelanda Cemento $10,000                                                                           |                                            |                           |                                 |                                                             |
| 31 gennaio | ITF Women's Circuit Wellington 2005 Wellington, Nuova Zelanda Cemento $10,000                                                                           |                                            |                           |                                 |                                                             |

## Febbraio
| Settimana   | Torneo                                                                                    | Vincitrice | Finalista | Semifinaliste | Quarti di finale |
| ----------- | ----------------------------------------------------------------------------------------- | ---------- | --------- | ------------- | ---------------- |
| 7 febbraio  | Dow Corning Tennis Classic 2005 Midland, USA Cemento $75,000                              |            |           |               |                  |
| 7 febbraio  | Dow Corning Tennis Classic 2005 Midland, USA Cemento $75,000                              |            |           |               |                  |
| 7 febbraio  | Internazionali della Franciacorta 2005 Capriolo, Italia Cemento $25,000                   |            |           |               |                  |
| 7 febbraio  | Internazionali della Franciacorta 2005 Capriolo, Italia Cemento $25,000                   |            |           |               |                  |
| 7 febbraio  | AEGON Pro Series Redbridge 2005 Redbridge, Gran Bretagna Cemento $25,000                  |            |           |               |                  |
| 7 febbraio  | AEGON Pro Series Redbridge 2005 Redbridge, Gran Bretagna Cemento $25,000                  |            |           |               |                  |
| 7 febbraio  | Torneo Mallorca I 2005 Maiorca, Spagna Terra rossa $10,000                                |            |           |               |                  |
| 7 febbraio  | Torneo Mallorca I 2005 Maiorca, Spagna Terra rossa $10,000                                |            |           |               |                  |
| 7 febbraio  | Albufeira Ladies Open 2005 Montechoro, Portogallo Cemento $10,000                         |            |           |               |                  |
| 7 febbraio  | Albufeira Ladies Open 2005 Montechoro, Portogallo Cemento $10,000                         |            |           |               |                  |
| 7 febbraio  | ITF Women's Circuit Blenheim 2005 Blenheim, Nuova Zelanda Cemento $10,000                 |            |           |               |                  |
| 7 febbraio  | ITF Women's Circuit Blenheim 2005 Blenheim, Nuova Zelanda Cemento $10,000                 |            |           |               |                  |
| 14 febbraio | ITF Women's Circuit Bromma 2005 Bromma, Svezia Cemento $25,000                            |            |           |               |                  |
| 14 febbraio | ITF Women's Circuit Bromma 2005 Bromma, Svezia Cemento $25,000                            |            |           |               |                  |
| 14 febbraio | Portimao Tivoli Ladies Open 2005 Portimão, Portogallo Cemento $10,000                     |            |           |               |                  |
| 14 febbraio | Portimao Tivoli Ladies Open 2005 Portimão, Portogallo Cemento $10,000                     |            |           |               |                  |
| 14 febbraio | Biberach Open 2005 Biberach an der Riß, Germania Cemento $10,000                          |            |           |               |                  |
| 14 febbraio | Biberach Open 2005 Biberach an der Riß, Germania Cemento $10,000                          |            |           |               |                  |
| 14 febbraio | Torneo Mallorca II 2005 Maiorca, Spagna Terra rossa $10,000                               |            |           |               |                  |
| 14 febbraio | Torneo Mallorca II 2005 Maiorca, Spagna Terra rossa $10,000                               |            |           |               |                  |
| 21 febbraio | William Loud Bendigo International 2005 Bendigo, Australia Cemento $50,000                |            |           |               |                  |
| 21 febbraio | William Loud Bendigo International 2005 Bendigo, Australia Cemento $50,000                |            |           |               |                  |
| 21 febbraio | American Family Mortgage 2005 Saint Paul, USA Cemento $50,000                             |            |           |               |                  |
| 21 febbraio | American Family Mortgage 2005 Saint Paul, USA Cemento $50,000                             |            |           |               |                  |
| 21 febbraio | ITF Women's Circuit Taipei 2005 Taipei, Taiwan Cemento $25,000                            |            |           |               |                  |
| 21 febbraio | ITF Women's Circuit Taipei 2005 Taipei, Taiwan Cemento $25,000                            |            |           |               |                  |
| 21 febbraio | ITF Women's Circuit Melilla 2005 Melilla, Spagna Cemento $10,000                          |            |           |               |                  |
| 21 febbraio | ITF Women's Circuit Melilla 2005 Melilla, Spagna Cemento $10,000                          |            |           |               |                  |
| 28 febbraio | Ciudad de Las Palmas 2005 Las Palmas de Gran Canaria, Spagna Cemento $10,000              |            |           |               |                  |
| 28 febbraio | Ciudad de Las Palmas 2005 Las Palmas de Gran Canaria, Spagna Cemento $10,000              |            |           |               |                  |
| 28 febbraio | Internationale Badische Damen Hallenmeisterschaften 2005 Buchen, Germania Cemento $10,000 |            |           |               |                  |
| 28 febbraio | Internationale Badische Damen Hallenmeisterschaften 2005 Buchen, Germania Cemento $10,000 |            |           |               |                  |
| 28 febbraio | ITF Women's Circuit Warrnambool 2005 Warrnambool, Australia Erba $10,000                  |            |           |               |                  |
| 28 febbraio | ITF Women's Circuit Warrnambool 2005 Warrnambool, Australia Erba $10,000                  |            |           |               |                  |

## Marzo
| Settimana | Torneo                                                                                               | Vincitrice | Finalista | Semifinaliste | Quarti di finale |
| --------- | --- | ---------- | --------- | ------------- | ---------------- |
| 7 marzo   | ITF Women's Circuit Benalla 2005 Benalla, Australia Erba $10,000                                     |            |           |               |                  |
| 7 marzo   | ITF Women's Circuit Benalla 2005 Benalla, Australia Erba $10,000                                     |            |           |               |                  |
| 7 marzo   | ITF Women's Circuit Toluca 2005 Toluca, Messico Cemento $10,000                                      |            |           |               |                  |
| 7 marzo   | ITF Women's Circuit Toluca 2005 Toluca, Messico Cemento $10,000                                      |            |           |               |                  |
| 7 marzo   | Pavlov Cup 2005 Minsk, Bielorussia Sintetico $10,000                                                 |            |           |               |                  |
| 7 marzo   | Pavlov Cup 2005 Minsk, Bielorussia Sintetico $10,000                                                 |            |           |               |                  |
| 7 marzo   | Rogaška Open 2005 Rogaška Slatina, Slovenia Sintetico $10,000                                        |            |           |               |                  |
| 7 marzo   | Rogaška Open 2005 Rogaška Slatina, Slovenia Sintetico $10,000                                        |            |           |               |                  |
| 7 marzo   | Ciudad de Telde Trofeo Cblue 2005 Las Palmas de Gran Canaria, Spagna Terra rossa $10,000             |            |           |               |                  |
| 7 marzo   | Ciudad de Telde Trofeo Cblue 2005 Las Palmas de Gran Canaria, Spagna Terra rossa $10,000             |            |           |               |                  |
| 7 marzo   | Napoli Women's Tournament 2005 Napoli, Italia Terra rossa $10,000                                    |            |           |               |                  |
| 7 marzo   | Napoli Women's Tournament 2005 Napoli, Italia Terra rossa $10,000                                    |            |           |               |                  |
| 7 marzo   | AEGON Pro Series Sunderland 2 2005 Sunderland, Gran Bretagna Cemento $10,000                         |            |           |               |                  |
| 7 marzo   | AEGON Pro Series Sunderland 2 2005 Sunderland, Gran Bretagna Cemento $10,000                         |            |           |               |                  |
| 14 marzo  | ITF Women's Circuit Orange 2005 Orange, USA Cemento $50,000                                          |            |           |               |                  |
| 14 marzo  | ITF Women's Circuit Orange 2005 Orange, USA Cemento $50,000                                          |            |           |               |                  |
| 14 marzo  | ITF Women's Circuit Yarrawonga 2005 Yarrawonga, Australia Erba $10,000                               |            |           |               |                  |
| 14 marzo  | ITF Women's Circuit Yarrawonga 2005 Yarrawonga, Australia Erba $10,000                               |            |           |               |                  |
| 14 marzo  | AEGON Pro Series Bolton 2005 Bolton, Gran Bretagna Cemento $10,000                                   |            |           |               |                  |
| 14 marzo  | AEGON Pro Series Bolton 2005 Bolton, Gran Bretagna Cemento $10,000                                   |            |           |               |                  |
| 14 marzo  | Romana Recapiti Cup 2005 Roma-Borghesiana, Italia Terra rossa $10,000                                |            |           |               |                  |
| 14 marzo  | Romana Recapiti Cup 2005 Roma-Borghesiana, Italia Terra rossa $10,000                                |            |           |               |                  |
| 14 marzo  | Internationaux Féminins d'Amiens 2005 Amiens, Francia Terra rossa $10,000                            |            |           |               |                  |
| 14 marzo  | Internationaux Féminins d'Amiens 2005 Amiens, Francia Terra rossa $10,000                            |            |           |               |                  |
| 14 marzo  | ITF Women's Circuit Cairo 2005 Il Cairo, Egitto Terra rossa $10,000                                  |            |           |               |                  |
| 14 marzo  | ITF Women's Circuit Cairo 2005 Il Cairo, Egitto Terra rossa $10,000                                  |            |           |               |                  |
| 14 marzo  | Torneo Isla Fuerteventura 2005 Fuerteventura, Spagna Sintetico $10,000                               |            |           |               |                  |
| 14 marzo  | Torneo Isla Fuerteventura 2005 Fuerteventura, Spagna Sintetico $10,000                               |            |           |               |                  |
| 14 marzo  | ITF Women's Circuit Morelia 2005 Morelia, Messico Cemento $10,000                                    |            |           |               |                  |
| 14 marzo  | ITF Women's Circuit Morelia 2005 Morelia, Messico Cemento $10,000                                    |            |           |               |                  |
| 21 marzo  | Neva Cup 2005 San Pietroburgo, Russia Cemento $25,000                                                |            |           |               |                  |
| 21 marzo  | Neva Cup 2005 San Pietroburgo, Russia Cemento $25,000                                                |            |           |               |                  |
| 21 marzo  | USTA Challenger of Redding 2005 Redding, USA Cemento $25,000                                         |            |           |               |                  |
| 21 marzo  | USTA Challenger of Redding 2005 Redding, USA Cemento $25,000                                         |            |           |               |                  |
| 21 marzo  | Odorisio Cup Tennis Club Parioli 2005 Roma-Parioli, Italia Terra rossa $10,000                       |            |           |               |                  |
| 21 marzo  | Odorisio Cup Tennis Club Parioli 2005 Roma-Parioli, Italia Terra rossa $10,000                       |            |           |               |                  |
| 21 marzo  | ITF Women's Circuit Ain Alsoukhna 2005 Ain Alsoukhna, Egitto Terra rossa $10,000                     |            |           |               |                  |
| 21 marzo  | ITF Women's Circuit Ain Alsoukhna 2005 Ain Alsoukhna, Egitto Terra rossa $10,000                     |            |           |               |                  |
| 21 marzo  | ITF Femenil San Luis Potosí 2005 San Luis Potosí, Messico Terra rossa $25,000                        |            |           |               |                  |
| 21 marzo  | ITF Femenil San Luis Potosí 2005 San Luis Potosí, Messico Terra rossa $25,000                        |            |           |               |                  |
| 21 marzo  | Xenia Athens Open 2005 Atene, Grecia Terra rossa $10,000                                             |            |           |               |                  |
| 21 marzo  | Xenia Athens Open 2005 Atene, Grecia Terra rossa $10,000                                             |            |           |               |                  |
| 28 marzo  | ITF Women's Circuit Suphanburi 2005 Suphanburi, Thailandia Cemento $25,000                           |            |           |               |                  |
| 28 marzo  | ITF Women's Circuit Suphanburi 2005 Suphanburi, Thailandia Cemento $25,000                           |            |           |               |                  |
| 28 marzo  | ITF Women's Circuit Augusta 2005 Augusta, USA Cemento $25,000                                        |            |           |               |                  |
| 28 marzo  | ITF Women's Circuit Augusta 2005 Augusta, USA Cemento $25,000                                        |            |           |               |                  |
| 28 marzo  | AEGON Pro Series Bath ITF 2005 Bath, Gran Bretagna Cemento $10,000                                   |            |           |               |                  |
| 28 marzo  | AEGON Pro Series Bath ITF 2005 Bath, Gran Bretagna Cemento $10,000                                   |            |           |               |                  |
| 28 marzo  | ITF Women's Circuit Benin City 2005 Benin City, Nigeria Cemento $10,000                              |            |           |               |                  |
| 28 marzo  | ITF Women's Circuit Benin City 2005 Benin City, Nigeria Cemento $10,000                              |            |           |               |                  |
| 28 marzo  | Internacional Femenil Poza Rica 2005 Poza Rica, Messico Cemento $25,000                              |            |           |               |                  |
| 28 marzo  | Internacional Femenil Poza Rica 2005 Poza Rica, Messico Cemento $25,000                              |            |           |               |                  |
| 28 marzo  | Torneo Internazionale Femminile Antico Tiro a Volo 2005 Roma-Tiro a Volo, Italia Terra rossa $10,000 |            |           |               |                  |
| 28 marzo  | Torneo Internazionale Femminile Antico Tiro a Volo 2005 Roma-Tiro a Volo, Italia Terra rossa $10,000 |            |           |               |                  |
| 28 marzo  | ITF Women's Circuit Cairo 2 2005 Il Cairo, Egitto Terra rossa $10,000                                |            |           |               |                  |
| 28 marzo  | ITF Women's Circuit Cairo 2 2005 Il Cairo, Egitto Terra rossa $10,000                                |            |           |               |                  |
| 28 marzo  | Patras Cup 2005 Patrasso, Grecia Cemento $10,000                                                     |            |           |               |                  |
| 28 marzo  | Patras Cup 2005 Patrasso, Grecia Cemento $10,000                                                     |            |           |               |                  |
| 28 marzo  | ITF Women's Circuit Mumbai 2005 Mumbai, India Cemento $10,000                                        |            |           |               |                  |
| 28 marzo  | ITF Women's Circuit Mumbai 2005 Mumbai, India Cemento $10,000                                        |            |           |               |                  |

## Aprile
| Settimana | Torneo                                                                                           | Vincitrice | Finalista | Semifinaliste | Quarti di finale |
| --------- | ------------------------------------------------------------------------------------------------ | ---------- | --------- | ------------- | ---------------- |
| 4 aprile  | ITF Femenil Britania Coatzacoalcos 2005 Coatzacoalcos, Messico Cemento $25,000                   |            |           |               |                  |
| 4 aprile  | ITF Femenil Britania Coatzacoalcos 2005 Coatzacoalcos, Messico Cemento $25,000                   |            |           |               |                  |
| 4 aprile  | Open Gaz de France de Bretagne 2005 Dinan, Francia Terra rossa $75,000                           |            |           |               |                  |
| 4 aprile  | Open Gaz de France de Bretagne 2005 Dinan, Francia Terra rossa $75,000                           |            |           |               |                  |
| 4 aprile  | ITF Women's Circuit Roma-Eur 2005 Roma-Eur, Italia Terra rossa $25,000                           |            |           |               |                  |
| 4 aprile  | ITF Women's Circuit Roma-Eur 2005 Roma-Eur, Italia Terra rossa $25,000                           |            |           |               |                  |
| 4 aprile  | ITF Women's Circuit Tunica Resorts 2005 Tunica Resorts, USA Terra rossa $25,000                  |            |           |               |                  |
| 4 aprile  | ITF Women's Circuit Tunica Resorts 2005 Tunica Resorts, USA Terra rossa $25,000                  |            |           |               |                  |
| 4 aprile  | Makarska Ladies Open 2005 Macarsca, Croazia Terra rossa $10,000                                  |            |           |               |                  |
| 4 aprile  | Makarska Ladies Open 2005 Macarsca, Croazia Terra rossa $10,000                                  |            |           |               |                  |
| 4 aprile  | AEGON Pro Series Bath 2005 Bath, Gran Bretagna Cemento $10,000                                   |            |           |               |                  |
| 4 aprile  | AEGON Pro Series Bath 2005 Bath, Gran Bretagna Cemento $10,000                                   |            |           |               |                  |
| 4 aprile  | ITF Women's Circuit Benin City 2 2005 Benin City, Nigeria Cemento $10,000                        |            |           |               |                  |
| 4 aprile  | ITF Women's Circuit Benin City 2 2005 Benin City, Nigeria Cemento $10,000                        |            |           |               |                  |
| 4 aprile  | Minsk Open 2005 Minsk, Bielorussia Sintetico $10,000                                             |            |           |               |                  |
| 4 aprile  | Minsk Open 2005 Minsk, Bielorussia Sintetico $10,000                                             |            |           |               |                  |
| 4 aprile  | Marjorie Sherman Women's Circuit 2005 Ramat HaSharon, Israele Cemento $10,000                    |            |           |               |                  |
| 4 aprile  | Marjorie Sherman Women's Circuit 2005 Ramat HaSharon, Israele Cemento $10,000                    |            |           |               |                  |
| 4 aprile  | ITF Women's Circuit Wuhan 2005 Wuhan, Cina Cemento $10,000                                       |            |           |               |                  |
| 4 aprile  | ITF Women's Circuit Wuhan 2005 Wuhan, Cina Cemento $10,000                                       |            |           |               |                  |
| 4 aprile  | ITF Women's Circuit Mumbai 2005 Mumbai, India Cemento $10,000                                    |            |           |               |                  |
| 4 aprile  | ITF Women's Circuit Mumbai 2005 Mumbai, India Cemento $10,000                                    |            |           |               |                  |
| 4 aprile  | ITF Women's Circuit Porto Santo 2005 Porto Santo, Portogallo Cemento $10,000                     |            |           |               |                  |
| 4 aprile  | ITF Women's Circuit Porto Santo 2005 Porto Santo, Portogallo Cemento $10,000                     |            |           |               |                  |
| 11 aprile | ITF Women's Circuit Mumbai 2005 Mumbai, India Cemento $25,000                                    |            |           |               |                  |
| 11 aprile | ITF Women's Circuit Mumbai 2005 Mumbai, India Cemento $25,000                                    |            |           |               |                  |
| 11 aprile | ITF Women's Circuit Changsha 2005 Changsha, Cina Cemento $10,000                                 |            |           |               |                  |
| 11 aprile | ITF Women's Circuit Changsha 2005 Changsha, Cina Cemento $10,000                                 |            |           |               |                  |
| 11 aprile | Open GDF SUEZ de Biarritz 2005 Biarritz, Francia Terra rossa $25,000                             |            |           |               |                  |
| 11 aprile | Open GDF SUEZ de Biarritz 2005 Biarritz, Francia Terra rossa $25,000                             |            |           |               |                  |
| 11 aprile | St. Dominic USTA Pro Circuit $25,000 Women's Challenger 2005 Jackson, USA Terra rossa $25,000    |            |           |               |                  |
| 11 aprile | St. Dominic USTA Pro Circuit $25,000 Women's Challenger 2005 Jackson, USA Terra rossa $25,000    |            |           |               |                  |
| 11 aprile | Torneo Tirreno Power 2005 Civitavecchia, Italia Terra rossa $25,000                              |            |           |               |                  |
| 11 aprile | Torneo Tirreno Power 2005 Civitavecchia, Italia Terra rossa $25,000                              |            |           |               |                  |
| 11 aprile | Gariful Hvar Open 2005 Lesina, Croazia Terra rossa $10,000                                       |            |           |               |                  |
| 11 aprile | Gariful Hvar Open 2005 Lesina, Croazia Terra rossa $10,000                                       |            |           |               |                  |
| 11 aprile | Hotel Vila Baleira Ladies Open 2005 Porto Santo, Portogallo Cemento $10,000                      |            |           |               |                  |
| 11 aprile | Hotel Vila Baleira Ladies Open 2005 Porto Santo, Portogallo Cemento $10,000                      |            |           |               |                  |
| 11 aprile | ITF Women's Circuit Tampico 2005 Tampico, Messico Cemento $10,000                                |            |           |               |                  |
| 11 aprile | ITF Women's Circuit Tampico 2005 Tampico, Messico Cemento $10,000                                |            |           |               |                  |
| 18 aprile | Dothan Pro Classic 2005 Dothan, USA Terra verde $75,000                                          |            |           |               |                  |
| 18 aprile | Dothan Pro Classic 2005 Dothan, USA Terra verde $75,000                                          |            |           |               |                  |
| 18 aprile | Trofeo Martino 2005 Bari, Italia Terra rossa $25,000                                             |            |           |               |                  |
| 18 aprile | Trofeo Martino 2005 Bari, Italia Terra rossa $25,000                                             |            |           |               |                  |
| 18 aprile | Open Casino Monte Picayo 2005 Valencia-Rocafort, Spagna Terra rossa $25,000                      |            |           |               |                  |
| 18 aprile | Open Casino Monte Picayo 2005 Valencia-Rocafort, Spagna Terra rossa $25,000                      |            |           |               |                  |
| 18 aprile | Bluesun Bol Ladies Open 2005 Bol, Croazia Terra rossa $10,000                                    |            |           |               |                  |
| 18 aprile | Bluesun Bol Ladies Open 2005 Bol, Croazia Terra rossa $10,000                                    |            |           |               |                  |
| 18 aprile | ITF Women's Circuit Yamaguchi 2005 Yamaguchi, Giappone Terra rossa $10,000                       |            |           |               |                  |
| 18 aprile | ITF Women's Circuit Yamaguchi 2005 Yamaguchi, Giappone Terra rossa $10,000                       |            |           |               |                  |
| 18 aprile | Porto Santo Ladies Open 2005 Porto Santo, Portogallo Cemento $10,000                             |            |           |               |                  |
| 18 aprile | Porto Santo Ladies Open 2005 Porto Santo, Portogallo Cemento $10,000                             |            |           |               |                  |
| 25 aprile | Garuda Indonesia Championships Jakarta 2005 Giacarta, Indonesia Cemento $10,000                  |            |           |               |                  |
| 25 aprile | Garuda Indonesia Championships Jakarta 2005 Giacarta, Indonesia Cemento $10,000                  |            |           |               |                  |
| 25 aprile | Bahrain Women's Pro Circuit 2005 Manama, Bahrein Cemento $10,000                                 |            |           |               |                  |
| 25 aprile | Bahrain Women's Pro Circuit 2005 Manama, Bahrein Cemento $10,000                                 |            |           |               |                  |
| 25 aprile | Tokyu Harvest Cup Hamanako 2005 Hamanako, Giappone Sintetico $25,000                             |            |           |               |                  |
| 25 aprile | Tokyu Harvest Cup Hamanako 2005 Hamanako, Giappone Sintetico $25,000                             |            |           |               |                  |
| 25 aprile | Open GDF SUEZ de Cagnes-sur-Mer Alpes-Maritimes 2005 Cagnes-sur-Mer, Francia Terra rossa $75,000 |            |           |               |                  |
| 25 aprile | Open GDF SUEZ de Cagnes-sur-Mer Alpes-Maritimes 2005 Cagnes-sur-Mer, Francia Terra rossa $75,000 |            |           |               |                  |
| 25 aprile | ITF Women's Circuit Lafayette 2005 Lafayette, USA Terra rossa $50,000                            |            |           |               |                  |
| 25 aprile | ITF Women's Circuit Lafayette 2005 Lafayette, USA Terra rossa $50,000                            |            |           |               |                  |
| 25 aprile | Taranto Open 2005 Taranto, Italia Terra rossa $25,000                                            |            |           |               |                  |
| 25 aprile | Taranto Open 2005 Taranto, Italia Terra rossa $25,000                                            |            |           |               |                  |
| 25 aprile | Torneo Internacional Ciutat de Torrent 2005 Torrent, Spagna Terra rossa $25,000                  |            |           |               |                  |
| 25 aprile | Torneo Internacional Ciutat de Torrent 2005 Torrent, Spagna Terra rossa $25,000                  |            |           |               |                  |
| 25 aprile | Cavtat Open 2005 Ragusa Vecchia, Croazia Terra rossa $10,000                                     |            |           |               |                  |
| 25 aprile | Cavtat Open 2005 Ragusa Vecchia, Croazia Terra rossa $10,000                                     |            |           |               |                  |
| 25 aprile | AEGON Pro Series Bournemouth 2005 Bournemouth, Gran Bretagna Terra rossa $10,000                 |            |           |               |                  |
| 25 aprile | AEGON Pro Series Bournemouth 2005 Bournemouth, Gran Bretagna Terra rossa $10,000                 |            |           |               |                  |
| 25 aprile | SBS Open Herceg Novi 2005 Castelnuovo, Serbia e Montenegro Terra rossa $10,000                   |            |           |               |                  |
| 25 aprile | SBS Open Herceg Novi 2005 Castelnuovo, Serbia e Montenegro Terra rossa $10,000                   |            |           |               |                  |
| 25 aprile | ITF Women's Circuit Rabat 2005 Rabat, Marocco Terra rossa $10,000                                |            |           |               |                  |
| 25 aprile | ITF Women's Circuit Rabat 2005 Rabat, Marocco Terra rossa $10,000                                |            |           |               |                  |

## Maggio
| Settimana | Torneo                                                                                          | Vincitrice | Finalista | Semifinaliste | Quarti di finale |
| --------- | ----------------------------------------------------------------------------------------------- | ---------- | --------- | ------------- | ---------------- |
| 2 maggio  | Jounieh Open 2005 Jounieh, Libano Terra rossa $75,000                                           |            |           |               |                  |
| 2 maggio  | Jounieh Open 2005 Jounieh, Libano Terra rossa $75,000                                           |            |           |               |                  |
| 2 maggio  | Kangaroo Cup International Ladies Open Tennis 2005 Gifu, Giappone Sintetico $50,000             |            |           |               |                  |
| 2 maggio  | Kangaroo Cup International Ladies Open Tennis 2005 Gifu, Giappone Sintetico $50,000             |            |           |               |                  |
| 2 maggio  | RBC Bank Women's Challenger 2005 Raleigh, USA Terra rossa $75,000                               |            |           |               |                  |
| 2 maggio  | RBC Bank Women's Challenger 2005 Raleigh, USA Terra rossa $75,000                               |            |           |               |                  |
| 2 maggio  | Memorial Daniela Molon Pierrel Cup 2005 Catania, Italia Terra rossa $25,000                     |            |           |               |                  |
| 2 maggio  | Memorial Daniela Molon Pierrel Cup 2005 Catania, Italia Terra rossa $25,000                     |            |           |               |                  |
| 2 maggio  | Torneo Club Tennis Tortosa 2005 Tortosa, Spagna Terra rossa $10,000                             |            |           |               |                  |
| 2 maggio  | Torneo Club Tennis Tortosa 2005 Tortosa, Spagna Terra rossa $10,000                             |            |           |               |                  |
| 2 maggio  | AEGON Pro Series Edinburgh 2005 Edimburgo, Gran Bretagna Terra rossa $10,000                    |            |           |               |                  |
| 2 maggio  | AEGON Pro Series Edinburgh 2005 Edimburgo, Gran Bretagna Terra rossa $10,000                    |            |           |               |                  |
| 2 maggio  | BGZ Cup 2005 Varsavia, Polonia Terra rossa $25,000                                              |            |           |               |                  |
| 2 maggio  | BGZ Cup 2005 Varsavia, Polonia Terra rossa $25,000                                              |            |           |               |                  |
| 2 maggio  | ITF Women's Circuit Antalya 2005 Antalya, Turchia Terra rossa $10,000                           |            |           |               |                  |
| 2 maggio  | ITF Women's Circuit Antalya 2005 Antalya, Turchia Terra rossa $10,000                           |            |           |               |                  |
| 2 maggio  | Dubrovnik Open 2005 Ragusa, Croazia Terra rossa $10,000                                         |            |           |               |                  |
| 2 maggio  | Dubrovnik Open 2005 Ragusa, Croazia Terra rossa $10,000                                         |            |           |               |                  |
| 2 maggio  | Mostar Ladies Open 2005 Mostar, Bosnia ed Erzegovina Terra rossa $10,000                        |            |           |               |                  |
| 2 maggio  | Mostar Ladies Open 2005 Mostar, Bosnia ed Erzegovina Terra rossa $10,000                        |            |           |               |                  |
| 2 maggio  | Walikota Tarakan Open 2005 Tarakan, Indonesia Cemento $10,000                                   |            |           |               |                  |
| 2 maggio  | Walikota Tarakan Open 2005 Tarakan, Indonesia Cemento $10,000                                   |            |           |               |                  |
| 2 maggio  | ITF Women's Circuit Obregon 2005 Ciudad Obregón, Messico Cemento $10,000                        |            |           |               |                  |
| 2 maggio  | ITF Women's Circuit Obregon 2005 Ciudad Obregón, Messico Cemento $10,000                        |            |           |               |                  |
| 9 maggio  | Torneo Internacional de Tenis Femenino Ciudad de Monzón 2005 Monzón, Spagna Cemento $25,000     |            |           |               |                  |
| 9 maggio  | Torneo Internacional de Tenis Femenino Ciudad de Monzón 2005 Monzón, Spagna Cemento $25,000     |            |           |               |                  |
| 9 maggio  | ITF Women's Circuit Ahmedabad 2005 Ahmedabad, India Cemento $10,000                             |            |           |               |                  |
| 9 maggio  | ITF Women's Circuit Ahmedabad 2005 Ahmedabad, India Cemento $10,000                             |            |           |               |                  |
| 9 maggio  | Mostar Ladies Open 2005 Mostar, Bosnia ed Erzegovina Terra rossa $10,000                        |            |           |               |                  |
| 9 maggio  | Mostar Ladies Open 2005 Mostar, Bosnia ed Erzegovina Terra rossa $10,000                        |            |           |               |                  |
| 9 maggio  | Open Saint-Gaudens Midi Pyrénées 2005 Saint-Gaudens, Francia Terra rossa $50,000                |            |           |               |                  |
| 9 maggio  | Open Saint-Gaudens Midi Pyrénées 2005 Saint-Gaudens, Francia Terra rossa $50,000                |            |           |               |                  |
| 9 maggio  | Boyd Tinsley Women’s Clay Court Classic 2005 Charlottesville, USA Terra verde $50,000           |            |           |               |                  |
| 9 maggio  | Boyd Tinsley Women’s Clay Court Classic 2005 Charlottesville, USA Terra verde $50,000           |            |           |               |                  |
| 9 maggio  | ITF Women's Circuit Antalya 2005 Antalya, Turchia Terra rossa $25,000                           |            |           |               |                  |
| 9 maggio  | ITF Women's Circuit Antalya 2005 Antalya, Turchia Terra rossa $25,000                           |            |           |               |                  |
| 9 maggio  | Trofeo Società Gestioni Energetiche 2005 Casale Monferrato, Italia Terra rossa $10,000          |            |           |               |                  |
| 9 maggio  | Trofeo Società Gestioni Energetiche 2005 Casale Monferrato, Italia Terra rossa $10,000          |            |           |               |                  |
| 9 maggio  | Fukuoka International Women's Cup 2005 Fukuoka, Giappone Erba $50,000                           |            |           |               |                  |
| 9 maggio  | Fukuoka International Women's Cup 2005 Fukuoka, Giappone Erba $50,000                           |            |           |               |                  |
| 9 maggio  | Falkenberg Ladies Open 2005 Falkenberg, Svezia Terra rossa $10,000                              |            |           |               |                  |
| 9 maggio  | Falkenberg Ladies Open 2005 Falkenberg, Svezia Terra rossa $10,000                              |            |           |               |                  |
| 9 maggio  | Trofeul Mc'Donalds 2005 Bucarest, Romania Terra rossa $10,000                                   |            |           |               |                  |
| 9 maggio  | Trofeul Mc'Donalds 2005 Bucarest, Romania Terra rossa $10,000                                   |            |           |               |                  |
| 9 maggio  | ITF Women's Circuit Los Mochis 2005 Los Mochis, Messico Terra rossa $10,000                     |            |           |               |                  |
| 9 maggio  | ITF Women's Circuit Los Mochis 2005 Los Mochis, Messico Terra rossa $10,000                     |            |           |               |                  |
| 16 maggio | ITF Changwon Women's Challenger Tennis 2005 Changwon, Corea del Sud Cemento $25,000             |            |           |               |                  |
| 16 maggio | ITF Changwon Women's Challenger Tennis 2005 Changwon, Corea del Sud Cemento $25,000             |            |           |               |                  |
| 16 maggio | ITF Women's Circuit Ho Chi Minh City 2005 Ho Chi Minh, Vietnam Cemento $25,000                  |            |           |               |                  |
| 16 maggio | ITF Women's Circuit Ho Chi Minh City 2005 Ho Chi Minh, Vietnam Cemento $25,000                  |            |           |               |                  |
| 16 maggio | Internazionali Femminili di Tennis Città di Caserta 2005 Caserta, Italia Terra rossa $25,000    |            |           |               |                  |
| 16 maggio | Internazionali Femminili di Tennis Città di Caserta 2005 Caserta, Italia Terra rossa $25,000    |            |           |               |                  |
| 16 maggio | GDF SUEZ Trofeul Ilie Nastase 2005 Pitești, Romania Terra rossa $10,000                         |            |           |               |                  |
| 16 maggio | GDF SUEZ Trofeul Ilie Nastase 2005 Pitești, Romania Terra rossa $10,000                         |            |           |               |                  |
| 16 maggio | Zaton Open 2005 Zara, Croazia Terra rossa $10,000                                               |            |           |               |                  |
| 16 maggio | Zaton Open 2005 Zara, Croazia Terra rossa $10,000                                               |            |           |               |                  |
| 16 maggio | Ciudad Santa Cruz De Tenerife 2005 Santa Cruz de Tenerife, Spagna Cemento $25,000               |            |           |               |                  |
| 16 maggio | Ciudad Santa Cruz De Tenerife 2005 Santa Cruz de Tenerife, Spagna Cemento $25,000               |            |           |               |                  |
| 16 maggio | Hunt Communities USTA Women's Pro Tennis Classic El Paso 2005 El Paso, USA Cemento $10,000      |            |           |               |                  |
| 16 maggio | Hunt Communities USTA Women's Pro Tennis Classic El Paso 2005 El Paso, USA Cemento $10,000      |            |           |               |                  |
| 16 maggio | ITF Women's Circuit Indore 2005 Indore, India Cemento $10,000                                   |            |           |               |                  |
| 16 maggio | ITF Women's Circuit Indore 2005 Indore, India Cemento $10,000                                   |            |           |               |                  |
| 16 maggio | Copa Mazatlan 2005 Mazatlán, Messico Cemento $10,000                                            |            |           |               |                  |
| 16 maggio | Copa Mazatlan 2005 Mazatlán, Messico Cemento $10,000                                            |            |           |               |                  |
| 23 maggio | ITF Women's Circuit Shanghai 2005 Shanghai, Cina Cemento $25,000                                |            |           |               |                  |
| 23 maggio | ITF Women's Circuit Shanghai 2005 Shanghai, Cina Cemento $25,000                                |            |           |               |                  |
| 23 maggio | Open Isla Bonita 2005 La Palma, Spagna Cemento $10,000                                          |            |           |               |                  |
| 23 maggio | Open Isla Bonita 2005 La Palma, Spagna Cemento $10,000                                          |            |           |               |                  |
| 23 maggio | ITF Women's Circuit Houston 2005 Houston, USA Cemento $10,000                                   |            |           |               |                  |
| 23 maggio | ITF Women's Circuit Houston 2005 Houston, USA Cemento $10,000                                   |            |           |               |                  |
| 23 maggio | Internazionali Regione Molise 2005 Campobasso, Italia Terra rossa $25,000                       |            |           |               |                  |
| 23 maggio | Internazionali Regione Molise 2005 Campobasso, Italia Terra rossa $25,000                       |            |           |               |                  |
| 23 maggio | ITF Women's Instirig Cup 2005 Balș, Romania Terra rossa $10,000                                 |            |           |               |                  |
| 23 maggio | ITF Women's Instirig Cup 2005 Balș, Romania Terra rossa $10,000                                 |            |           |               |                  |
| 23 maggio | Olecko Cup 2005 Olecko, Polonia Terra rossa $10,000                                             |            |           |               |                  |
| 23 maggio | Olecko Cup 2005 Olecko, Polonia Terra rossa $10,000                                             |            |           |               |                  |
| 23 maggio | ITF Women's Circuit Nagano 2005 Nagano, Giappone Sintetico $25,000                              |            |           |               |                  |
| 23 maggio | ITF Women's Circuit Nagano 2005 Nagano, Giappone Sintetico $25,000                              |            |           |               |                  |
| 23 maggio | Kiev Ladies Open 2005 Kiev, Ucraina Terra rossa $10,000                                         |            |           |               |                  |
| 23 maggio | Kiev Ladies Open 2005 Kiev, Ucraina Terra rossa $10,000                                         |            |           |               |                  |
| 23 maggio | ITF Women's Circuit Leon 2005 León, Messico Cemento $10,000                                     |            |           |               |                  |
| 23 maggio | ITF Women's Circuit Leon 2005 León, Messico Cemento $10,000                                     |            |           |               |                  |
| 23 maggio | Chang ITF Thailand Pro Circuit Phuket 2005 Phuket, Thailandia Cemento $25,000                   |            |           |               |                  |
| 23 maggio | Chang ITF Thailand Pro Circuit Phuket 2005 Phuket, Thailandia Cemento $25,000                   |            |           |               |                  |
| 23 maggio | AEGON Pro Series Oxford 2005 Oxford, Gran Bretagna Erba $10,000                                 |            |           |               |                  |
| 23 maggio | AEGON Pro Series Oxford 2005 Oxford, Gran Bretagna Erba $10,000                                 |            |           |               |                  |
| 23 maggio | $10,000 TBA 2005 TBA, Israele Cemento $10,000                                                   |            |           |               |                  |
| 23 maggio | $10,000 TBA 2005 TBA, Israele Cemento $10,000                                                   |            |           |               |                  |
| 30 maggio | Marjorie Sherman Women's Circuit 2005 Raanana, Israele Cemento $25,000                          |            |           |               |                  |
| 30 maggio | Marjorie Sherman Women's Circuit 2005 Raanana, Israele Cemento $25,000                          |            |           |               |                  |
| 30 maggio | Nazaré Ladies Open 2005 Nazaré, Portogallo Cemento $10,000                                      |            |           |               |                  |
| 30 maggio | Nazaré Ladies Open 2005 Nazaré, Portogallo Cemento $10,000                                      |            |           |               |                  |
| 30 maggio | TF Women's Circuit Monterrey 2005 Monterrey, Messico Cemento $10,000                            |            |           |               |                  |
| 30 maggio | TF Women's Circuit Monterrey 2005 Monterrey, Messico Cemento $10,000                            |            |           |               |                  |
| 30 maggio | ITF Women's Circuit Nanjing 2005 Nanchino, Cina Cemento $25,000                                 |            |           |               |                  |
| 30 maggio | ITF Women's Circuit Nanjing 2005 Nanchino, Cina Cemento $25,000                                 |            |           |               |                  |
| 30 maggio | ITF Women's Circuit Gunma 2005 Gunma, Giappone Sintetico $25,000                                |            |           |               |                  |
| 30 maggio | ITF Women's Circuit Gunma 2005 Gunma, Giappone Sintetico $25,000                                |            |           |               |                  |
| 30 maggio | Head Tail Activewear Women's 2005 Hilton Head, USA Cemento $10,000                              |            |           |               |                  |
| 30 maggio | Head Tail Activewear Women's 2005 Hilton Head, USA Cemento $10,000                              |            |           |               |                  |
| 30 maggio | ITF Women's Circuit Prostejov 2005 Prostějov, Repubblica Ceca Terra rossa $75,000               |            |           |               |                  |
| 30 maggio | ITF Women's Circuit Prostejov 2005 Prostějov, Repubblica Ceca Terra rossa $75,000               |            |           |               |                  |
| 30 maggio | The Surbiton Trophy 2005 Surbiton, Gran Bretagna Erba $25,000                                   |            |           |               |                  |
| 30 maggio | The Surbiton Trophy 2005 Surbiton, Gran Bretagna Erba $25,000                                   |            |           |               |                  |
| 30 maggio | Torneo Internazionale Femminile Città Di Galatina 2005 Galatina, Italia Terra rossa $25,000     |            |           |               |                  |
| 30 maggio | Torneo Internazionale Femminile Città Di Galatina 2005 Galatina, Italia Terra rossa $25,000     |            |           |               |                  |
| 30 maggio | ITF Women's Circuit Nueva San Salvador 2005 Nueva San Salvador, El Salvador Terra rossa $10,000 |            |           |               |                  |
| 30 maggio | ITF Women's Circuit Nueva San Salvador 2005 Nueva San Salvador, El Salvador Terra rossa $10,000 |            |           |               |                  |

## Giugno
| Settimana | Torneo | Vincitrice | Finalista | Semifinaliste | Quarti di finale |
| --------- | --- | ---------- | --------- | ------------- | ---------------- |
| 6 giugno  | ITF Women's Circuit Beijing 2005 Pechino, Cina Cemento $50,000                                             |            |           |               |                  |
| 6 giugno  | ITF Women's Circuit Beijing 2005 Pechino, Cina Cemento $50,000                                             |            |           |               |                  |
| 6 giugno  | ITF Women's Circuit Allentown 2005 Allentown, USA Cemento $25,000                                          |            |           |               |                  |
| 6 giugno  | ITF Women's Circuit Allentown 2005 Allentown, USA Cemento $25,000                                          |            |           |               |                  |
| 6 giugno  | ITF Women's Circuit Seoul 2005 Seul, Corea del Sud Cemento $25,000                                         |            |           |               |                  |
| 6 giugno  | ITF Women's Circuit Seoul 2005 Seul, Corea del Sud Cemento $25,000                                         |            |           |               |                  |
| 6 giugno  | Tokyo Ariake International Ladies Open 2005 Tokyo, Giappone Cemento $10,000                                |            |           |               |                  |
| 6 giugno  | Tokyo Ariake International Ladies Open 2005 Tokyo, Giappone Cemento $10,000                                |            |           |               |                  |
| 6 giugno  | Nazarè Ladies Open 2005 Nazaré, Portogallo Cemento $10,000                                                 |            |           |               |                  |
| 6 giugno  | Nazarè Ladies Open 2005 Nazaré, Portogallo Cemento $10,000                                                 |            |           |               |                  |
| 6 giugno  | Zagreb Ladies Open 2005 Zagabria, Croazia Terra rossa $75,000                                              |            |           |               |                  |
| 6 giugno  | Zagreb Ladies Open 2005 Zagabria, Croazia Terra rossa $75,000                                              |            |           |               |                  |
| 6 giugno  | Open GDF SUEZ de Marseille 2005 Marsiglia, Francia Terra rossa $50,000+H                                   |            |           |               |                  |
| 6 giugno  | Open GDF SUEZ de Marseille 2005 Marsiglia, Francia Terra rossa $50,000+H                                   |            |           |               |                  |
| 6 giugno  | Torneo Internazionale Femminile Città di Grado 2005 Grado, Italia Terra rossa $25,000                      |            |           |               |                  |
| 6 giugno  | Torneo Internazionale Femminile Città di Grado 2005 Grado, Italia Terra rossa $25,000                      |            |           |               |                  |
| 6 giugno  | PKO BP Ursynow Cup 2005 Varsavia, Polonia Terra rossa $10,000                                              |            |           |               |                  |
| 6 giugno  | PKO BP Ursynow Cup 2005 Varsavia, Polonia Terra rossa $10,000                                              |            |           |               |                  |
| 6 giugno  | Macha Lake Satellite 2005 Staré Splavy, Repubblica Ceca Terra rossa $10,000                                |            |           |               |                  |
| 6 giugno  | Macha Lake Satellite 2005 Staré Splavy, Repubblica Ceca Terra rossa $10,000                                |            |           |               |                  |
| 6 giugno  | ITF Women's Circuit Nueva San Salvador 2005 Nueva San Salvador, El Salvador Terra rossa $10,000            |            |           |               |                  |
| 6 giugno  | ITF Women's Circuit Nueva San Salvador 2005 Nueva San Salvador, El Salvador Terra rossa $10,000            |            |           |               |                  |
| 6 giugno  | Vinhos do Alentejo Ladies Open 2005 Évora, Portogallo Cemento $10,000                                      |            |           |               |                  |
| 6 giugno  | Vinhos do Alentejo Ladies Open 2005 Évora, Portogallo Cemento $10,000                                      |            |           |               |                  |
| 13 giugno | ITF Women's Circuit Sao Paulo 2005 San Paolo, Brasile Cemento $10,000                                      |            |           |               |                  |
| 13 giugno | ITF Women's Circuit Sao Paulo 2005 San Paolo, Brasile Cemento $10,000                                      |            |           |               |                  |
| 13 giugno | Go'n'GO Tennis Cup Gorizia 2005 Gorizia, Italia Terra rossa $25,000                                        |            |           |               |                  |
| 13 giugno | Go'n'GO Tennis Cup Gorizia 2005 Gorizia, Italia Terra rossa $25,000                                        |            |           |               |                  |
| 13 giugno | Ilie Nastase Trophy 2005 Bucarest, Romania Terra rossa $10,000                                             |            |           |               |                  |
| 13 giugno | Ilie Nastase Trophy 2005 Bucarest, Romania Terra rossa $10,000                                             |            |           |               |                  |
| 13 giugno | Lenzerheide Open 2005 Lenzerheide, Svizzera Terra rossa $10,000                                            |            |           |               |                  |
| 13 giugno | Lenzerheide Open 2005 Lenzerheide, Svizzera Terra rossa $10,000                                            |            |           |               |                  |
| 13 giugno | ITF Incheon Women's Challenger Tennis 2005 Inchon, Corea del Sud Cemento $25,000                           |            |           |               |                  |
| 13 giugno | ITF Incheon Women's Challenger Tennis 2005 Inchon, Corea del Sud Cemento $25,000                           |            |           |               |                  |
| 13 giugno | Montemor Ladies Open 2005 Montemor-o-Novo, Portogallo Cemento $10,000                                      |            |           |               |                  |
| 13 giugno | Montemor Ladies Open 2005 Montemor-o-Novo, Portogallo Cemento $10,000                                      |            |           |               |                  |
| 13 giugno | Pro Tennis Classic Fort Worth 2005 Fort Worth, USA Cemento $10,000                                         |            |           |               |                  |
| 13 giugno | Pro Tennis Classic Fort Worth 2005 Fort Worth, USA Cemento $10,000                                         |            |           |               |                  |
| 13 giugno | Les Franqueses Del Valles Open 2005 Llerona, Spagna Cemento $10,000                                        |            |           |               |                  |
| 13 giugno | Les Franqueses Del Valles Open 2005 Llerona, Spagna Cemento $10,000                                        |            |           |               |                  |
| 20 giugno | Orestiada Cup 2005 Orestiada, Grecia Cemento $10,000                                                       |            |           |               |                  |
| 20 giugno | Orestiada Cup 2005 Orestiada, Grecia Cemento $10,000                                                       |            |           |               |                  |
| 20 giugno | Torneio Internacional de Ténis Cidade de Alcobaça 2005 Alcobaça, Portogallo Cemento $10,000                |            |           |               |                  |
| 20 giugno | Torneio Internacional de Ténis Cidade de Alcobaça 2005 Alcobaça, Portogallo Cemento $10,000                |            |           |               |                  |
| 20 giugno | ITF Women's Circuit Edmond 2005 Edmond, USA Cemento $10,000                                                |            |           |               |                  |
| 20 giugno | ITF Women's Circuit Edmond 2005 Edmond, USA Cemento $10,000                                                |            |           |               |                  |
| 20 giugno | ITF Women's Circuit Fontanafredda 2005 Fontanafredda, Italia Terra rossa $25,000                           |            |           |               |                  |
| 20 giugno | ITF Women's Circuit Fontanafredda 2005 Fontanafredda, Italia Terra rossa $25,000                           |            |           |               |                  |
| 20 giugno | Open Gaz de France du Périgord 2005 Périgueux, Francia Terra rossa $25,000                                 |            |           |               |                  |
| 20 giugno | Open Gaz de France du Périgord 2005 Périgueux, Francia Terra rossa $25,000                                 |            |           |               |                  |
| 20 giugno | BRD Women's Cup 2005 Bucarest, Romania Terra rossa $10,000                                                 |            |           |               |                  |
| 20 giugno | BRD Women's Cup 2005 Bucarest, Romania Terra rossa $10,000                                                 |            |           |               |                  |
| 20 giugno | Future Alkmaar 2005 Alkmaar, Paesi Bassi Terra rossa $10,000                                               |            |           |               |                  |
| 20 giugno | Future Alkmaar 2005 Alkmaar, Paesi Bassi Terra rossa $10,000                                               |            |           |               |                  |
| 20 giugno | Women's Circuit Davos 2005 Davos, Svizzera Terra rossa $10,000                                             |            |           |               |                  |
| 20 giugno | Women's Circuit Davos 2005 Davos, Svizzera Terra rossa $10,000                                             |            |           |               |                  |
| 20 giugno | DnB NOR Eiendom 2005 Oslo, Norvegia Terra rossa $10,000                                                    |            |           |               |                  |
| 20 giugno | DnB NOR Eiendom 2005 Oslo, Norvegia Terra rossa $10,000                                                    |            |           |               |                  |
| 27 giugno | ITF Women's Circuit Los Gatos 2005 Los Gatos, USA Cemento $50,000                                          |            |           |               |                  |
| 27 giugno | ITF Women's Circuit Los Gatos 2005 Los Gatos, USA Cemento $50,000                                          |            |           |               |                  |
| 27 giugno | ITF Women's Circuit South Lake 2005 South Lake, USA Cemento $10,000                                        |            |           |               |                  |
| 27 giugno | ITF Women's Circuit South Lake 2005 South Lake, USA Cemento $10,000                                        |            |           |               |                  |
| 27 giugno | Internazionali Città di Fano 2005 Fano, Italia Terra rossa $75,000                                         |            |           |               |                  |
| 27 giugno | Internazionali Città di Fano 2005 Fano, Italia Terra rossa $75,000                                         |            |           |               |                  |
| 27 giugno | Open GDF Suez de Mont de Marsan 2005 Mont-de-Marsan, Francia Terra rossa $25,000                           |            |           |               |                  |
| 27 giugno | Open GDF Suez de Mont de Marsan 2005 Mont-de-Marsan, Francia Terra rossa $25,000                           |            |           |               |                  |
| 27 giugno | Internationaler Württembergische Damen-Tennis-Meisterschaften 2005 Vaihingen, Germania Terra rossa $25,000 |            |           |               |                  |
| 27 giugno | Internationaler Württembergische Damen-Tennis-Meisterschaften 2005 Vaihingen, Germania Terra rossa $25,000 |            |           |               |                  |
| 27 giugno | Swedbank Ladies 2005 Båstad, Svezia Terra rossa $25,000                                                    |            |           |               |                  |
| 27 giugno | Swedbank Ladies 2005 Båstad, Svezia Terra rossa $25,000                                                    |            |           |               |                  |
| 27 giugno | Padova Challenge Open 2005 Padova, Italia Terra rossa $10,000                                              |            |           |               |                  |
| 27 giugno | Padova Challenge Open 2005 Padova, Italia Terra rossa $10,000                                              |            |           |               |                  |
| 27 giugno | ITF Women's Circuit Heerhugowaard 2005 Heerhugowaard, Paesi Bassi Terra rossa $10,000                      |            |           |               |                  |
| 27 giugno | ITF Women's Circuit Heerhugowaard 2005 Heerhugowaard, Paesi Bassi Terra rossa $10,000                      |            |           |               |                  |
| 27 giugno | Trofeul Gaz de France 2005 Galați, Romania Terra rossa $10,000                                             |            |           |               |                  |
| 27 giugno | Trofeul Gaz de France 2005 Galați, Romania Terra rossa $10,000                                             |            |           |               |                  |

## Luglio
| Settimana | Torneo                                                                                | Vincitrice | Finalista | Semifinaliste | Quarti di finale |
| --------- | ------------------------------------------------------------------------------------- | ---------- | --------- | ------------- | ---------------- |
| 4 luglio  | ITF Women's Circuit College Park 2005 College Park, USA Cemento $50,000               |            |           |               |                  |
| 4 luglio  | ITF Women's Circuit College Park 2005 College Park, USA Cemento $50,000               |            |           |               |                  |
| 4 luglio  | AEGON Pro Series Felixstowe 2005 Felixstowe, Gran Bretagna Erba $25,000               |            |           |               |                  |
| 4 luglio  | AEGON Pro Series Felixstowe 2005 Felixstowe, Gran Bretagna Erba $25,000               |            |           |               |                  |
| 4 luglio  | Internacional de Getxo 2005 Getxo, Spagna Terra rossa $10,000                         |            |           |               |                  |
| 4 luglio  | Internacional de Getxo 2005 Getxo, Spagna Terra rossa $10,000                         |            |           |               |                  |
| 4 luglio  | Open International du Touquet 2005 Le Touquet, Francia Terra rossa $10,000            |            |           |               |                  |
| 4 luglio  | Open International du Touquet 2005 Le Touquet, Francia Terra rossa $10,000            |            |           |               |                  |
| 4 luglio  | International Country Cuneo 2005 Cuneo, Italia Terra rossa $50,000                    |            |           |               |                  |
| 4 luglio  | International Country Cuneo 2005 Cuneo, Italia Terra rossa $50,000                    |            |           |               |                  |
| 4 luglio  | Bella Cup 2005 Toruń, Polonia Terra rossa $25,000                                     |            |           |               |                  |
| 4 luglio  | Bella Cup 2005 Toruń, Polonia Terra rossa $25,000                                     |            |           |               |                  |
| 4 luglio  | Darmstadt Tennis International 2005 Darmstadt, Germania Terra rossa $25,000           |            |           |               |                  |
| 4 luglio  | Darmstadt Tennis International 2005 Darmstadt, Germania Terra rossa $25,000           |            |           |               |                  |
| 4 luglio  | ITF Women's Circuit Daegu 2005 Taegu, Corea del Sud Cemento $10,000                   |            |           |               |                  |
| 4 luglio  | ITF Women's Circuit Daegu 2005 Taegu, Corea del Sud Cemento $10,000                   |            |           |               |                  |
| 4 luglio  | Kubok Moskovii 2005 Krasnoarmejsk, Russia Cemento $10,000                             |            |           |               |                  |
| 4 luglio  | Kubok Moskovii 2005 Krasnoarmejsk, Russia Cemento $10,000                             |            |           |               |                  |
| 11 luglio | ITF Women's Circuit Louisville 2005 Louisville, USA Cemento $50,000                   |            |           |               |                  |
| 11 luglio | ITF Women's Circuit Louisville 2005 Louisville, USA Cemento $50,000                   |            |           |               |                  |
| 11 luglio | Yesilyurt Sport Club 2005 Istanbul, Turchia Cemento $10,000                           |            |           |               |                  |
| 11 luglio | Yesilyurt Sport Club 2005 Istanbul, Turchia Cemento $10,000                           |            |           |               |                  |
| 11 luglio | Open 88 Vittel 2005 Vittel, Francia Terra rossa $50,000                               |            |           |               |                  |
| 11 luglio | Open 88 Vittel 2005 Vittel, Francia Terra rossa $50,000                               |            |           |               |                  |
| 11 luglio | ITF Women's Circuit Hamilton 2005 Hamilton, Canada Terra rossa $25,000                |            |           |               |                  |
| 11 luglio | ITF Women's Circuit Hamilton 2005 Hamilton, Canada Terra rossa $25,000                |            |           |               |                  |
| 11 luglio | Monteroni International 2005 Monteroni d'Arbia, Italia Terra rossa $10,000            |            |           |               |                  |
| 11 luglio | Monteroni International 2005 Monteroni d'Arbia, Italia Terra rossa $10,000            |            |           |               |                  |
| 11 luglio | Iris Ladies Trophy 2005 Bruxelles, Belgio Terra rossa $10,000                         |            |           |               |                  |
| 11 luglio | Iris Ladies Trophy 2005 Bruxelles, Belgio Terra rossa $10,000                         |            |           |               |                  |
| 11 luglio | Orterer Cup 2005 Garching bei München, Germania Terra rossa $10,000                   |            |           |               |                  |
| 11 luglio | Orterer Cup 2005 Garching bei München, Germania Terra rossa $10,000                   |            |           |               |                  |
| 11 luglio | ITF Seogwipo International Tennis 2005 Seogwipo, Corea del Sud Cemento $10,000        |            |           |               |                  |
| 11 luglio | ITF Seogwipo International Tennis 2005 Seogwipo, Corea del Sud Cemento $10,000        |            |           |               |                  |
| 11 luglio | ITF Women's Circuit Baltimore 2005 Baltimora, USA Cemento $10,000                     |            |           |               |                  |
| 11 luglio | ITF Women's Circuit Baltimore 2005 Baltimora, USA Cemento $10,000                     |            |           |               |                  |
| 18 luglio | ITF Women's Circuit Oyster Bay 2005 Oyster Bay, USA Cemento $50,000                   |            |           |               |                  |
| 18 luglio | ITF Women's Circuit Oyster Bay 2005 Oyster Bay, USA Cemento $50,000                   |            |           |               |                  |
| 18 luglio | Open GDF SUEZ des Contamines-Montjoie 2005 Les Contamines, Francia Cemento $25,000    |            |           |               |                  |
| 18 luglio | Open GDF SUEZ des Contamines-Montjoie 2005 Les Contamines, Francia Cemento $25,000    |            |           |               |                  |
| 18 luglio | ITF Roller Open 2005 Pétange, Lussemburgo Terra rossa $50,000                         |            |           |               |                  |
| 18 luglio | ITF Roller Open 2005 Pétange, Lussemburgo Terra rossa $50,000                         |            |           |               |                  |
| 18 luglio | Trofeo Italo Angelini 2005 Ancona, Italia Terra rossa $10,000                         |            |           |               |                  |
| 18 luglio | Trofeo Italo Angelini 2005 Ancona, Italia Terra rossa $10,000                         |            |           |               |                  |
| 18 luglio | Kurume Best Amenity International Women's Tennis 2005 Kurume, Giappone Erba $25,000   |            |           |               |                  |
| 18 luglio | Kurume Best Amenity International Women's Tennis 2005 Kurume, Giappone Erba $25,000   |            |           |               |                  |
| 18 luglio | Zwevegem Ladies Open 2005 Zwevegem, Belgio Terra rossa $10,000                        |            |           |               |                  |
| 18 luglio | Zwevegem Ladies Open 2005 Zwevegem, Belgio Terra rossa $10,000                        |            |           |               |                  |
| 18 luglio | Energy Holding Trophy 2005 Bucarest, Romania Terra rossa $10,000                      |            |           |               |                  |
| 18 luglio | Energy Holding Trophy 2005 Bucarest, Romania Terra rossa $10,000                      |            |           |               |                  |
| 18 luglio | Düsseldorf Open 2005 Düsseldorf, Germania Terra rossa $10,000                         |            |           |               |                  |
| 18 luglio | Düsseldorf Open 2005 Düsseldorf, Germania Terra rossa $10,000                         |            |           |               |                  |
| 18 luglio | Palic Open 2005 Palić, Serbia e Montenegro Terra rossa $10,000                        |            |           |               |                  |
| 18 luglio | Palic Open 2005 Palić, Serbia e Montenegro Terra rossa $10,000                        |            |           |               |                  |
| 18 luglio | Credicard Citi Mastercard Tennis Cup 2005 Campos do Jordão, Brasile Cemento $25,000   |            |           |               |                  |
| 18 luglio | Credicard Citi Mastercard Tennis Cup 2005 Campos do Jordão, Brasile Cemento $25,000   |            |           |               |                  |
| 18 luglio | ITF Women's Circuit Caracas 2005 Caracas, Venezuela Cemento $10,000                   |            |           |               |                  |
| 18 luglio | ITF Women's Circuit Caracas 2005 Caracas, Venezuela Cemento $10,000                   |            |           |               |                  |
| 18 luglio | Women's Hospital Classic 2005 Evansville, USA Cemento $10,000                         |            |           |               |                  |
| 18 luglio | Women's Hospital Classic 2005 Evansville, USA Cemento $10,000                         |            |           |               |                  |
| 18 luglio | Tangipahoa Tourism $25,000 Women'S Pro Classic 2005 Hammond, USA Cemento $25,000      |            |           |               |                  |
| 18 luglio | Tangipahoa Tourism $25,000 Women'S Pro Classic 2005 Hammond, USA Cemento $25,000      |            |           |               |                  |
| 25 luglio | Ciudad de Pontevedra 2005 Pontevedra, Spagna Cemento $10,000                          |            |           |               |                  |
| 25 luglio | Ciudad de Pontevedra 2005 Pontevedra, Spagna Cemento $10,000                          |            |           |               |                  |
| 25 luglio | Fifth Third Bank Tennis Championships 2005 Lexington, USA Cemento $50,000             |            |           |               |                  |
| 25 luglio | Fifth Third Bank Tennis Championships 2005 Lexington, USA Cemento $50,000             |            |           |               |                  |
| 25 luglio | Heartland Clinic USTA Women's Tennis Classic 2005 St. Joseph, USA Cemento $10,000     |            |           |               |                  |
| 25 luglio | Heartland Clinic USTA Women's Tennis Classic 2005 St. Joseph, USA Cemento $10,000     |            |           |               |                  |
| 25 luglio | Torneo Internazionale Femminile Città di Sezze 2005 Sezze, Italia Terra rossa $10,000 |            |           |               |                  |
| 25 luglio | Torneo Internazionale Femminile Città di Sezze 2005 Sezze, Italia Terra rossa $10,000 |            |           |               |                  |
| 25 luglio | BMW AHG Cup 2005 Horb am Neckar, Germania Terra rossa $10,000                         |            |           |               |                  |
| 25 luglio | BMW AHG Cup 2005 Horb am Neckar, Germania Terra rossa $10,000                         |            |           |               |                  |
| 25 luglio | Trofeul Ilie Nastase 2005 Arad, Romania Terra rossa $10,000                           |            |           |               |                  |
| 25 luglio | Trofeul Ilie Nastase 2005 Arad, Romania Terra rossa $10,000                           |            |           |               |                  |
| 25 luglio | Ellesse Ladies Irish Open 2005 Dublino, Irlanda Sintetico $10,000                     |            |           |               |                  |
| 25 luglio | Ellesse Ladies Irish Open 2005 Dublino, Irlanda Sintetico $10,000                     |            |           |               |                  |

## Agosto
| Settimana | Torneo                                                                                   | Vincitrice | Finalista | Semifinaliste | Quarti di finale |
| --------- | ---------------------------------------------------------------------------------------- | ---------- | --------- | ------------- | ---------------- |
| 1º agosto | ITF Women's Circuit Washington 2005 Washington, USA Cemento $75,000                      |            |           |               |                  |
| 1º agosto | ITF Women's Circuit Washington 2005 Washington, USA Cemento $75,000                      |            |           |               |                  |
| 1º agosto | Internazionali della Valle d'Itria 2005 Martina Franca, Italia Terra rossa $50,000       |            |           |               |                  |
| 1º agosto | Internazionali della Valle d'Itria 2005 Martina Franca, Italia Terra rossa $50,000       |            |           |               |                  |
| 1º agosto | Knoll Open 2005 Bad Saulgau, Germania Terra rossa $10,000                                |            |           |               |                  |
| 1º agosto | Knoll Open 2005 Bad Saulgau, Germania Terra rossa $10,000                                |            |           |               |                  |
| 1º agosto | Trofeul Euro Fly Taxi 2005 Bucarest, Romania Terra rossa $10,000                         |            |           |               |                  |
| 1º agosto | Trofeul Euro Fly Taxi 2005 Bucarest, Romania Terra rossa $10,000                         |            |           |               |                  |
| 1º agosto | Trofeo Città di Gardone Val Trompia 2005 Gardone Val Trompia, Italia Terra rossa $10,000 |            |           |               |                  |
| 1º agosto | Trofeo Città di Gardone Val Trompia 2005 Gardone Val Trompia, Italia Terra rossa $10,000 |            |           |               |                  |
| 1º agosto | Odlum Brown Vancouver Open 2005 Vancouver, Canada Cemento $25,000                        |            |           |               |                  |
| 1º agosto | Odlum Brown Vancouver Open 2005 Vancouver, Canada Cemento $25,000                        |            |           |               |                  |
| 1º agosto | AEGON Pro Series Wrexham 2005 Wrexham, Gran Bretagna Cemento $10,000                     |            |           |               |                  |
| 1º agosto | AEGON Pro Series Wrexham 2005 Wrexham, Gran Bretagna Cemento $10,000                     |            |           |               |                  |
| 1º agosto | Cidade de Vigo 2005 Vigo, Spagna Cemento $10,000                                         |            |           |               |                  |
| 1º agosto | Cidade de Vigo 2005 Vigo, Spagna Cemento $10,000                                         |            |           |               |                  |
| 1º agosto | ITF Women's Circuit Puerto Ordaz 2005 Puerto Ordaz, Venezuela Cemento $10,000            |            |           |               |                  |
| 1º agosto | ITF Women's Circuit Puerto Ordaz 2005 Puerto Ordaz, Venezuela Cemento $10,000            |            |           |               |                  |
| 8 agosto  | Governor's Cup Lagos 2005 Lagos, Nigeria Cemento $10,000                                 |            |           |               |                  |
| 8 agosto  | Governor's Cup Lagos 2005 Lagos, Nigeria Cemento $10,000                                 |            |           |               |                  |
| 8 agosto  | ITF Women's Circuit Wuxi 2005 Wuxi, Cina Cemento $25,000                                 |            |           |               |                  |
| 8 agosto  | ITF Women's Circuit Wuxi 2005 Wuxi, Cina Cemento $25,000                                 |            |           |               |                  |
| 8 agosto  | Hechingen Ladies Open 2005 Hechingen, Germania Terra rossa $25,000                       |            |           |               |                  |
| 8 agosto  | Hechingen Ladies Open 2005 Hechingen, Germania Terra rossa $25,000                       |            |           |               |                  |
| 8 agosto  | Moscow Cup 2005 Mosca, Russia Terra rossa $10,000                                        |            |           |               |                  |
| 8 agosto  | Moscow Cup 2005 Mosca, Russia Terra rossa $10,000                                        |            |           |               |                  |
| 8 agosto  | Rebecq Ladiez Trophy 2005 Rebecq, Belgio Terra rossa $10,000                             |            |           |               |                  |
| 8 agosto  | Rebecq Ladiez Trophy 2005 Rebecq, Belgio Terra rossa $10,000                             |            |           |               |                  |
| 8 agosto  | Gdynia Cup 2005 Gdynia, Polonia Terra rossa $10,000                                      |            |           |               |                  |
| 8 agosto  | Gdynia Cup 2005 Gdynia, Polonia Terra rossa $10,000                                      |            |           |               |                  |
| 8 agosto  | Ceisa Cup 2005 Rimini, Italia Terra rossa $50,000                                        |            |           |               |                  |
| 8 agosto  | Ceisa Cup 2005 Rimini, Italia Terra rossa $50,000                                        |            |           |               |                  |
| 8 agosto  | AEGON Pro Series Hampstead 2005 Hampstead, Gran Bretagna Cemento $10,000                 |            |           |               |                  |
| 8 agosto  | AEGON Pro Series Hampstead 2005 Hampstead, Gran Bretagna Cemento $10,000                 |            |           |               |                  |
| 15 agosto | AEGON Pro Series Nottingham 2005 Nottingham, Gran Bretagna Cemento $10,000               |            |           |               |                  |
| 15 agosto | AEGON Pro Series Nottingham 2005 Nottingham, Gran Bretagna Cemento $10,000               |            |           |               |                  |
| 15 agosto | Governor's Cup Lagos 2005 Lagos, Nigeria Cemento $10,000                                 |            |           |               |                  |
| 15 agosto | Governor's Cup Lagos 2005 Lagos, Nigeria Cemento $10,000                                 |            |           |               |                  |
| 15 agosto | ITF Women's Circuit Nanjing 2005 Nanchino, Cina Cemento $25,000                          |            |           |               |                  |
| 15 agosto | ITF Women's Circuit Nanjing 2005 Nanchino, Cina Cemento $25,000                          |            |           |               |                  |
| 15 agosto | MTA Cup 2005 Jesi, Italia Cemento $10,000                                                |            |           |               |                  |
| 15 agosto | MTA Cup 2005 Jesi, Italia Cemento $10,000                                                |            |           |               |                  |
| 15 agosto | Flanders Ladies Trophy Koksijde 2005 Koksijde, Belgio Terra rossa $10,000                |            |           |               |                  |
| 15 agosto | Flanders Ladies Trophy Koksijde 2005 Koksijde, Belgio Terra rossa $10,000                |            |           |               |                  |
| 15 agosto | ITF Women's Circuit Vallendar 2005 Vallendar, Germania Terra rossa $10,000               |            |           |               |                  |
| 15 agosto | ITF Women's Circuit Vallendar 2005 Vallendar, Germania Terra rossa $10,000               |            |           |               |                  |
| 15 agosto | Kedzierzyn Kozle Cup 2005 Kędzierzyn-Koźle, Polonia Terra rossa $25,000                  |            |           |               |                  |
| 15 agosto | Kedzierzyn Kozle Cup 2005 Kędzierzyn-Koźle, Polonia Terra rossa $25,000                  |            |           |               |                  |
| 15 agosto | Coimbra University Ladies Open 2005 Coimbra, Portogallo Cemento $25,000                  |            |           |               |                  |
| 15 agosto | Coimbra University Ladies Open 2005 Coimbra, Portogallo Cemento $25,000                  |            |           |               |                  |
| 15 agosto | Emblem Health Bronx Open 2005 Bronx, USA Cemento $50,000                                 |            |           |               |                  |
| 15 agosto | Emblem Health Bronx Open 2005 Bronx, USA Cemento $50,000                                 |            |           |               |                  |
| 15 agosto | Ranka Ladies Open 2005 Helsinki, Finlandia Cemento $25,000                               |            |           |               |                  |
| 15 agosto | Ranka Ladies Open 2005 Helsinki, Finlandia Cemento $25,000                               |            |           |               |                  |
| 15 agosto | ITF Women's Circuit Guayaquil 2005 Guayaquil, Ecuador Cemento $10,000                    |            |           |               |                  |
| 15 agosto | ITF Women's Circuit Guayaquil 2005 Guayaquil, Ecuador Cemento $10,000                    |            |           |               |                  |
| 22 agosto | Amarante Ladies Open 2005 Amarante, Portogallo Cemento $10,000                           |            |           |               |                  |
| 22 agosto | Amarante Ladies Open 2005 Amarante, Portogallo Cemento $10,000                           |            |           |               |                  |
| 22 agosto | ITF Women's Circuit Bogotà 2005 Bogotà, Colombia Terra rossa $10,000                     |            |           |               |                  |
| 22 agosto | ITF Women's Circuit Bogotà 2005 Bogotà, Colombia Terra rossa $10,000                     |            |           |               |                  |
| 22 agosto | Bielefeld Open 2005 Bielefeld, Germania Terra rossa $10,000                              |            |           |               |                  |
| 22 agosto | Bielefeld Open 2005 Bielefeld, Germania Terra rossa $10,000                              |            |           |               |                  |
| 22 agosto | Multisport Cup 2005 Mosca, Russia Terra rossa $25,000                                    |            |           |               |                  |
| 22 agosto | Multisport Cup 2005 Mosca, Russia Terra rossa $25,000                                    |            |           |               |                  |
| 22 agosto | Supradyne Cup 2005 Bucarest, Romania Terra rossa $10,000                                 |            |           |               |                  |
| 22 agosto | Supradyne Cup 2005 Bucarest, Romania Terra rossa $10,000                                 |            |           |               |                  |
| 22 agosto | Infond Open 2005 Maribor, Slovenia Terra rossa $10,000                                   |            |           |               |                  |
| 22 agosto | Infond Open 2005 Maribor, Slovenia Terra rossa $10,000                                   |            |           |               |                  |
| 22 agosto | Trofeo Torrisi Crea 2005 Trecastagni, Italia Cemento $10,000                             |            |           |               |                  |
| 22 agosto | Trofeo Torrisi Crea 2005 Trecastagni, Italia Cemento $10,000                             |            |           |               |                  |
| 22 agosto | Westend Ladies Tennis Cup 2005 Westende, Belgio Cemento $10,000                          |            |           |               |                  |
| 22 agosto | Westend Ladies Tennis Cup 2005 Westende, Belgio Cemento $10,000                          |            |           |               |                  |
| 29 agosto | Trofeu Ciutat De Mollerussa 2005 Mollerusa, Spagna Cemento $10,000                       |            |           |               |                  |
| 29 agosto | Trofeu Ciutat De Mollerussa 2005 Mollerusa, Spagna Cemento $10,000                       |            |           |               |                  |
| 29 agosto | The Green Women's Circuit 2005 Saitama, Giappone Cemento $10,000                         |            |           |               |                  |
| 29 agosto | The Green Women's Circuit 2005 Saitama, Giappone Cemento $10,000                         |            |           |               |                  |
| 29 agosto | AEGON Pro Series Nottingham 2005 Nottingham, Gran Bretagna Cemento $10,000               |            |           |               |                  |
| 29 agosto | AEGON Pro Series Nottingham 2005 Nottingham, Gran Bretagna Cemento $10,000               |            |           |               |                  |
| 29 agosto | Gubernator Cup 2005 Balašicha, Russia Terra rossa $25,000                                |            |           |               |                  |
| 29 agosto | Gubernator Cup 2005 Balašicha, Russia Terra rossa $25,000                                |            |           |               |                  |
| 29 agosto | Alubond USA Belgrade Open 2005 Belgrado, Serbia e Montenegro Terra rossa $25,000         |            |           |               |                  |
| 29 agosto | Alubond USA Belgrade Open 2005 Belgrado, Serbia e Montenegro Terra rossa $25,000         |            |           |               |                  |
| 29 agosto | TEAN International 2005 Alphen aan den Rijn, Paesi Bassi Terra rossa $10,000             |            |           |               |                  |
| 29 agosto | TEAN International 2005 Alphen aan den Rijn, Paesi Bassi Terra rossa $10,000             |            |           |               |                  |
| 29 agosto | Città di Vittoria 2005 Vittoria, Italia Terra rossa $10,000                              |            |           |               |                  |
| 29 agosto | Città di Vittoria 2005 Vittoria, Italia Terra rossa $10,000                              |            |           |               |                  |
| 29 agosto | Trofeul Euro Fly Taxi 2005 Bucarest, Romania Terra rossa $10,000                         |            |           |               |                  |
| 29 agosto | Trofeul Euro Fly Taxi 2005 Bucarest, Romania Terra rossa $10,000                         |            |           |               |                  |
| 29 agosto | Gliwice Open 2005 Gliwice, Polonia Terra rossa $10,000                                   |            |           |               |                  |
| 29 agosto | Gliwice Open 2005 Gliwice, Polonia Terra rossa $10,000                                   |            |           |               |                  |
| 29 agosto | Copa Amboro 2005 Santa Cruz de la Sierra, Bolivia Terra rossa $10,000                    |            |           |               |                  |
| 29 agosto | Copa Amboro 2005 Santa Cruz de la Sierra, Bolivia Terra rossa $10,000                    |            |           |               |                  |

## Settembre
| Settimana    | Torneo                                                                                       | Vincitrice | Finalista | Semifinaliste | Quarti di finale |
| ------------ | -------------------------------------------------------------------------------------------- | ---------- | --------- | ------------- | ---------------- |
| 5 settembre  | Yusa Open 2005 Kyoto, Giappone Sintetico $10,000                                             |            |           |               |                  |
| 5 settembre  | Yusa Open 2005 Kyoto, Giappone Sintetico $10,000                                             |            |           |               |                  |
| 5 settembre  | ITF Women's Circuit Beijing 2 2005 Pechino, Cina Cemento $50,000                             |            |           |               |                  |
| 5 settembre  | ITF Women's Circuit Beijing 2 2005 Pechino, Cina Cemento $50,000                             |            |           |               |                  |
| 5 settembre  | Save Cup 2005 Mestre, Italia Terra rossa $25,000                                             |            |           |               |                  |
| 5 settembre  | Save Cup 2005 Mestre, Italia Terra rossa $25,000                                             |            |           |               |                  |
| 5 settembre  | Durmersheim Open 2005 Durmersheim, Germania Terra rossa $25,000                              |            |           |               |                  |
| 5 settembre  | Durmersheim Open 2005 Durmersheim, Germania Terra rossa $25,000                              |            |           |               |                  |
| 5 settembre  | Open GDF SUEZ de la Porte du Hainaut 2005 Denain, Francia Terra rossa $75,000                |            |           |               |                  |
| 5 settembre  | Open GDF SUEZ de la Porte du Hainaut 2005 Denain, Francia Terra rossa $75,000                |            |           |               |                  |
| 5 settembre  | Twents Open 2005 Enschede, Paesi Bassi Terra rossa $10,000                                   |            |           |               |                  |
| 5 settembre  | Twents Open 2005 Enschede, Paesi Bassi Terra rossa $10,000                                   |            |           |               |                  |
| 5 settembre  | Vessy Open 2005 Vessy, Svizzera Terra rossa $10,000                                          |            |           |               |                  |
| 5 settembre  | Vessy Open 2005 Vessy, Svizzera Terra rossa $10,000                                          |            |           |               |                  |
| 5 settembre  | ITF Women's Circuit Cimpina 2005 Câmpina, Romania Terra rossa $10,000                        |            |           |               |                  |
| 5 settembre  | ITF Women's Circuit Cimpina 2005 Câmpina, Romania Terra rossa $10,000                        |            |           |               |                  |
| 5 settembre  | ITF Women's Circuit Santiago 2005 Santiago, Cile Terra rossa $10,000                         |            |           |               |                  |
| 5 settembre  | ITF Women's Circuit Santiago 2005 Santiago, Cile Terra rossa $10,000                         |            |           |               |                  |
| 5 settembre  | Torneo Internacional Ciudad de Alcorcón 2005 Madrid, Spagna Cemento $25,000                  |            |           |               |                  |
| 5 settembre  | Torneo Internacional Ciudad de Alcorcón 2005 Madrid, Spagna Cemento $25,000                  |            |           |               |                  |
| 12 settembre | ITF Women's Circuit Matamoros 2005 Matamoros, Messico Cemento $10,000                        |            |           |               |                  |
| 12 settembre | ITF Women's Circuit Matamoros 2005 Matamoros, Messico Cemento $10,000                        |            |           |               |                  |
| 12 settembre | Open GDF Bordeaux 2005 Bordeaux, Francia Terra rossa $75,000                                 |            |           |               |                  |
| 12 settembre | Open GDF Bordeaux 2005 Bordeaux, Francia Terra rossa $75,000                                 |            |           |               |                  |
| 12 settembre | ITF Women's Circuit Hiroshima 2005 Hiroshima, Giappone Sintetico $10,000                     |            |           |               |                  |
| 12 settembre | ITF Women's Circuit Hiroshima 2005 Hiroshima, Giappone Sintetico $10,000                     |            |           |               |                  |
| 12 settembre | Allianz Cup 2005 Sofia, Bulgaria Terra rossa $25,000                                         |            |           |               |                  |
| 12 settembre | Allianz Cup 2005 Sofia, Bulgaria Terra rossa $25,000                                         |            |           |               |                  |
| 12 settembre | Trofeig Ana Huidobro 2005 Lleida, Spagna Terra rossa $10,000                                 |            |           |               |                  |
| 12 settembre | Trofeig Ana Huidobro 2005 Lleida, Spagna Terra rossa $10,000                                 |            |           |               |                  |
| 12 settembre | ITF Women's Circuit Bogotà 2005 Bogotà, Colombia Terra rossa $10,000                         |            |           |               |                  |
| 12 settembre | ITF Women's Circuit Bogotà 2005 Bogotà, Colombia Terra rossa $10,000                         |            |           |               |                  |
| 12 settembre | Tbilisi Open 2005 Tbilisi, Georgia Terra rossa $10,000                                       |            |           |               |                  |
| 12 settembre | Tbilisi Open 2005 Tbilisi, Georgia Terra rossa $10,000                                       |            |           |               |                  |
| 12 settembre | Cofimar Cup 2005 Torre del Greco, Italia Terra rossa $10,000                                 |            |           |               |                  |
| 12 settembre | Cofimar Cup 2005 Torre del Greco, Italia Terra rossa $10,000                                 |            |           |               |                  |
| 19 settembre | ITF Women's Circuit Mackay 2005 Mackay, Australia Cemento $25,000                            |            |           |               |                  |
| 19 settembre | ITF Women's Circuit Mackay 2005 Mackay, Australia Cemento $25,000                            |            |           |               |                  |
| 19 settembre | Coleman Vision Tennis Championships 2005 Albuquerque, USA Cemento $75,000                    |            |           |               |                  |
| 19 settembre | Coleman Vision Tennis Championships 2005 Albuquerque, USA Cemento $75,000                    |            |           |               |                  |
| 19 settembre | Jounieh Open 2005 Jounieh, Libano Terra rossa $75,000                                        |            |           |               |                  |
| 19 settembre | Jounieh Open 2005 Jounieh, Libano Terra rossa $75,000                                        |            |           |               |                  |
| 19 settembre | Tbilisi Open 2005 Tbilisi, Georgia Terra rossa $25,000                                       |            |           |               |                  |
| 19 settembre | Tbilisi Open 2005 Tbilisi, Georgia Terra rossa $25,000                                       |            |           |               |                  |
| 19 settembre | Ciampino Open 2005 Ciampino, Italia Terra rossa $10,000                                      |            |           |               |                  |
| 19 settembre | Ciampino Open 2005 Ciampino, Italia Terra rossa $10,000                                      |            |           |               |                  |
| 19 settembre | Royal Cup 2005 Podgorica, Serbia e Montenegro Terra rossa $10,000                            |            |           |               |                  |
| 19 settembre | Royal Cup 2005 Podgorica, Serbia e Montenegro Terra rossa $10,000                            |            |           |               |                  |
| 19 settembre | Asociacion Argentina de Tenis Women Circuit 2005 Buenos Aires, Argentina Terra rossa $10,000 |            |           |               |                  |
| 19 settembre | Asociacion Argentina de Tenis Women Circuit 2005 Buenos Aires, Argentina Terra rossa $10,000 |            |           |               |                  |
| 19 settembre | AEGON Pro Series Glasgow 2005 Glasgow, Gran Bretagna Cemento $25,000                         |            |           |               |                  |
| 19 settembre | AEGON Pro Series Glasgow 2005 Glasgow, Gran Bretagna Cemento $25,000                         |            |           |               |                  |
| 19 settembre | ITF Women's Circuit Ibaraki 2005 Ibaraki, Giappone Cemento $25,000                           |            |           |               |                  |
| 19 settembre | ITF Women's Circuit Ibaraki 2005 Ibaraki, Giappone Cemento $25,000                           |            |           |               |                  |
| 19 settembre | Garuda Indonesia Championships Jakarta 2005 Giacarta, Indonesia Cemento $10,000              |            |           |               |                  |
| 19 settembre | Garuda Indonesia Championships Jakarta 2005 Giacarta, Indonesia Cemento $10,000              |            |           |               |                  |
| 26 settembre | ITF Women's Circuit Ashland 2005 Ashland, USA Cemento $50,000                                |            |           |               |                  |
| 26 settembre | ITF Women's Circuit Ashland 2005 Ashland, USA Cemento $50,000                                |            |           |               |                  |
| 26 settembre | Batumi Open 2005 Batumi, Georgia Cemento $50,000                                             |            |           |               |                  |
| 26 settembre | Batumi Open 2005 Batumi, Georgia Cemento $50,000                                             |            |           |               |                  |
| 26 settembre | Torneo Internazionale Regione Piemonte 2005 Biella, Italia Terra rossa $50,000               |            |           |               |                  |
| 26 settembre | Torneo Internazionale Regione Piemonte 2005 Biella, Italia Terra rossa $50,000               |            |           |               |                  |
| 26 settembre | Magnisia Cup 2005 Volo, Grecia Sintetico $10,000                                             |            |           |               |                  |
| 26 settembre | Magnisia Cup 2005 Volo, Grecia Sintetico $10,000                                             |            |           |               |                  |
| 26 settembre | Porto Open 2005 Porto, Portogallo Terra rossa $25,000                                        |            |           |               |                  |
| 26 settembre | Porto Open 2005 Porto, Portogallo Terra rossa $25,000                                        |            |           |               |                  |
| 26 settembre | Pelham Racquet Club Women's $25K Pro Circuit Challenger 2005 Pelham, USA Terra rossa $25,000 |            |           |               |                  |
| 26 settembre | Pelham Racquet Club Women's $25K Pro Circuit Challenger 2005 Pelham, USA Terra rossa $25,000 |            |           |               |                  |
| 26 settembre | SBS Open Herceg Novi 2005 Castelnuovo, Serbia e Montenegro Terra rossa $10,000               |            |           |               |                  |
| 26 settembre | SBS Open Herceg Novi 2005 Castelnuovo, Serbia e Montenegro Terra rossa $10,000               |            |           |               |                  |
| 26 settembre | Royal Cup 2005 Podgorica, Serbia e Montenegro Terra rossa $10,000                            |            |           |               |                  |
| 26 settembre | Royal Cup 2005 Podgorica, Serbia e Montenegro Terra rossa $10,000                            |            |           |               |                  |
| 26 settembre | Torneo Internazionale Città di Benevento 2005 Benevento, Italia Cemento $10,000              |            |           |               |                  |
| 26 settembre | Torneo Internazionale Città di Benevento 2005 Benevento, Italia Cemento $10,000              |            |           |               |                  |
| 26 settembre | Bankaltim Women's Circuit 2005 Balikpapan, Indonesia Cemento $10,000                         |            |           |               |                  |
| 26 settembre | Bankaltim Women's Circuit 2005 Balikpapan, Indonesia Cemento $10,000                         |            |           |               |                  |
| 26 settembre | ITF Women's Circuit Morelia 2005 Morelia, Messico Cemento $10,000                            |            |           |               |                  |
| 26 settembre | ITF Women's Circuit Morelia 2005 Morelia, Messico Cemento $10,000                            |            |           |               |                  |
| 26 settembre | Rockhampton Tennis International 2005 Rockhampton, Australia Cemento $25,000                 |            |           |               |                  |
| 26 settembre | Rockhampton Tennis International 2005 Rockhampton, Australia Cemento $25,000                 |            |           |               |                  |

## Ottobre
| Settimana  | Torneo | Vincitrice | Finalista | Semifinaliste | Quarti di finale |
| ---------- | --- | ---------- | --------- | ------------- | ---------------- |
| 3 ottobre  | USTA Tennis Classic of Troy 2005 Troy, USA Cemento $50,000                                                   |            |           |               |                  |
| 3 ottobre  | USTA Tennis Classic of Troy 2005 Troy, USA Cemento $50,000                                                   |            |           |               |                  |
| 3 ottobre  | Barcelona Ladies Open 2005 Barcellona, Spagna Terra rossa $75,000                                            |            |           |               |                  |
| 3 ottobre  | Barcelona Ladies Open 2005 Barcellona, Spagna Terra rossa $75,000                                            |            |           |               |                  |
| 3 ottobre  | ITF Women's Circuit Juarez 2005 Ciudad Juárez, Messico Terra rossa $50,000                                   |            |           |               |                  |
| 3 ottobre  | ITF Women's Circuit Juarez 2005 Ciudad Juárez, Messico Terra rossa $50,000                                   |            |           |               |                  |
| 3 ottobre  | SBS Open Herceg Novi 2005 Castelnuovo, Serbia e Montenegro Terra rossa $10,000                               |            |           |               |                  |
| 3 ottobre  | SBS Open Herceg Novi 2005 Castelnuovo, Serbia e Montenegro Terra rossa $10,000                               |            |           |               |                  |
| 3 ottobre  | ITF Women's Circuit Cordoba 2005 Córdoba, Argentina Terra rossa $10,000                                      |            |           |               |                  |
| 3 ottobre  | ITF Women's Circuit Cordoba 2005 Córdoba, Argentina Terra rossa $10,000                                      |            |           |               |                  |
| 3 ottobre  | ITF Women's Circuit Rome-Canottieri 2005 Roma-Canottieri, Italia Terra rossa $10,000                         |            |           |               |                  |
| 3 ottobre  | ITF Women's Circuit Rome-Canottieri 2005 Roma-Canottieri, Italia Terra rossa $10,000                         |            |           |               |                  |
| 3 ottobre  | Open GDF SUEZ Nantes Atlantique 2005 Nantes, Francia Cemento $25,000                                         |            |           |               |                  |
| 3 ottobre  | Open GDF SUEZ Nantes Atlantique 2005 Nantes, Francia Cemento $25,000                                         |            |           |               |                  |
| 3 ottobre  | AEGON Pro Series Bolton 2005 Bolton, Gran Bretagna Cemento $25,000                                           |            |           |               |                  |
| 3 ottobre  | AEGON Pro Series Bolton 2005 Bolton, Gran Bretagna Cemento $25,000                                           |            |           |               |                  |
| 10 ottobre | ITF Women's Circuit San Francisco 2005 San Francisco, USA Cemento $50,000                                    |            |           |               |                  |
| 10 ottobre | ITF Women's Circuit San Francisco 2005 San Francisco, USA Cemento $50,000                                    |            |           |               |                  |
| 10 ottobre | Open GDF Suez de Touraine 2005 Joué-lès-Tours, Francia Cemento $50,000                                       |            |           |               |                  |
| 10 ottobre | Open GDF Suez de Touraine 2005 Joué-lès-Tours, Francia Cemento $50,000                                       |            |           |               |                  |
| 10 ottobre | ITF Women's Circuit Lyneham 2005 Lyneham, Australia Terra rossa $25,000                                      |            |           |               |                  |
| 10 ottobre | ITF Women's Circuit Lyneham 2005 Lyneham, Australia Terra rossa $25,000                                      |            |           |               |                  |
| 10 ottobre | Femenino Ciudad de Benicarló 2005 Benicarló, Spagna Terra rossa $10,000                                      |            |           |               |                  |
| 10 ottobre | Femenino Ciudad de Benicarló 2005 Benicarló, Spagna Terra rossa $10,000                                      |            |           |               |                  |
| 10 ottobre | Eteiron Cup 2005 Castel Gandolfo, Italia Terra rossa $10,000                                                 |            |           |               |                  |
| 10 ottobre | Eteiron Cup 2005 Castel Gandolfo, Italia Terra rossa $10,000                                                 |            |           |               |                  |
| 10 ottobre | ITF Women's Circuit Tucuman 2005 Tucumán, Argentina Terra rossa $10,000                                      |            |           |               |                  |
| 10 ottobre | ITF Women's Circuit Tucuman 2005 Tucumán, Argentina Terra rossa $10,000                                      |            |           |               |                  |
| 10 ottobre | Governor's Cup Lagos 2005 Lagos, Nigeria Cemento $25,000                                                     |            |           |               |                  |
| 10 ottobre | Governor's Cup Lagos 2005 Lagos, Nigeria Cemento $25,000                                                     |            |           |               |                  |
| 10 ottobre | ITF Women's Circuit Victoria 2005 Victoria, Messico Cemento $25,000                                          |            |           |               |                  |
| 10 ottobre | ITF Women's Circuit Victoria 2005 Victoria, Messico Cemento $25,000                                          |            |           |               |                  |
| 10 ottobre | The Jersey International 2005 Jersey, Gran Bretagna Cemento $25,000                                          |            |           |               |                  |
| 10 ottobre | The Jersey International 2005 Jersey, Gran Bretagna Cemento $25,000                                          |            |           |               |                  |
| 10 ottobre | Hotel Vila Baleira Ladies Open 2005 Porto Santo, Portogallo Cemento $10,000                                  |            |           |               |                  |
| 10 ottobre | Hotel Vila Baleira Ladies Open 2005 Porto Santo, Portogallo Cemento $10,000                                  |            |           |               |                  |
| 17 ottobre | ITF Women's Circuit Houston 2005 Houston, USA Cemento $50,000                                                |            |           |               |                  |
| 17 ottobre | ITF Women's Circuit Houston 2005 Houston, USA Cemento $50,000                                                |            |           |               |                  |
| 17 ottobre | Open International de la Ville de Saint Raphael 2005 Saint-Raphaël, Francia Cemento $50,000                  |            |           |               |                  |
| 17 ottobre | Open International de la Ville de Saint Raphael 2005 Saint-Raphaël, Francia Cemento $50,000                  |            |           |               |                  |
| 17 ottobre | Internacionales de Andalucía Femeninos 2005 Siviglia, Spagna Terra rossa $25,000                             |            |           |               |                  |
| 17 ottobre | Internacionales de Andalucía Femeninos 2005 Siviglia, Spagna Terra rossa $25,000                             |            |           |               |                  |
| 17 ottobre | Internazionali Città di Settimo San Pietro 2005 Settimo San Pietro, Italia Terra rossa $10,000               |            |           |               |                  |
| 17 ottobre | Internazionali Città di Settimo San Pietro 2005 Settimo San Pietro, Italia Terra rossa $10,000               |            |           |               |                  |
| 17 ottobre | ITF Women's Circuit Asuncion 2005 Asunción, Paraguay Terra rossa $10,000                                     |            |           |               |                  |
| 17 ottobre | ITF Women's Circuit Asuncion 2005 Asunción, Paraguay Terra rossa $10,000                                     |            |           |               |                  |
| 17 ottobre | Dubrovnik Open 2005 Ragusa, Croazia Terra rossa $10,000                                                      |            |           |               |                  |
| 17 ottobre | Dubrovnik Open 2005 Ragusa, Croazia Terra rossa $10,000                                                      |            |           |               |                  |
| 17 ottobre | Governor's Cup Lagos 2005 Lagos, Nigeria Cemento $25,000                                                     |            |           |               |                  |
| 17 ottobre | Governor's Cup Lagos 2005 Lagos, Nigeria Cemento $25,000                                                     |            |           |               |                  |
| 17 ottobre | Gosen Cup Swingbeach Makinohara International Ladies Open Tennis 2005 Makinohara, Giappone Sintetico $25,000 |            |           |               |                  |
| 17 ottobre | Gosen Cup Swingbeach Makinohara International Ladies Open Tennis 2005 Makinohara, Giappone Sintetico $25,000 |            |           |               |                  |
| 17 ottobre | ITF Women's Circuit Messico City 2005 Città del Messico, Messico Cemento $25,000                             |            |           |               |                  |
| 17 ottobre | ITF Women's Circuit Messico City 2005 Città del Messico, Messico Cemento $25,000                             |            |           |               |                  |
| 17 ottobre | AEGON Pro Series Bolton 2005 Bolton, Gran Bretagna Cemento $10,000                                           |            |           |               |                  |
| 17 ottobre | AEGON Pro Series Bolton 2005 Bolton, Gran Bretagna Cemento $10,000                                           |            |           |               |                  |
| 17 ottobre | Golden Ténis Ladies Open 2005 Porto Santo, Portogallo Cemento $10,000                                        |            |           |               |                  |
| 17 ottobre | Golden Ténis Ladies Open 2005 Porto Santo, Portogallo Cemento $10,000                                        |            |           |               |                  |
| 24 ottobre | Republican Girls 2005 Istanbul, Turchia Cemento $25,000                                                      |            |           |               |                  |
| 24 ottobre | Republican Girls 2005 Istanbul, Turchia Cemento $25,000                                                      |            |           |               |                  |
| 24 ottobre | ITF Women's Circuit Messico City 2005 Città del Messico, Messico Cemento $25,000                             |            |           |               |                  |
| 24 ottobre | ITF Women's Circuit Messico City 2005 Città del Messico, Messico Cemento $25,000                             |            |           |               |                  |
| 24 ottobre | Babin Kuk Open 2005 Ragusa, Croazia Terra rossa $10,000                                                      |            |           |               |                  |
| 24 ottobre | Babin Kuk Open 2005 Ragusa, Croazia Terra rossa $10,000                                                      |            |           |               |                  |
| 24 ottobre | ITF Women's Circuit Florianopolis 2005 Florianópolis, Brasile Terra rossa $10,000                            |            |           |               |                  |
| 24 ottobre | ITF Women's Circuit Florianopolis 2005 Florianópolis, Brasile Terra rossa $10,000                            |            |           |               |                  |
| 24 ottobre | Torneo Internacional de Tenis Sant Cugat 2005 Sant Cugat del Vallès, Spagna Terra rossa $25,000              |            |           |               |                  |
| 24 ottobre | Torneo Internacional de Tenis Sant Cugat 2005 Sant Cugat del Vallès, Spagna Terra rossa $25,000              |            |           |               |                  |
| 24 ottobre | Rakuten Japan Open 2005 Tokyo, Giappone Cemento $10,000                                                      |            |           |               |                  |
| 24 ottobre | Rakuten Japan Open 2005 Tokyo, Giappone Cemento $10,000                                                      |            |           |               |                  |
| 24 ottobre | ITF Women's Circuit Mumbai 2005 Mumbai, India Cemento $10,000                                                |            |           |               |                  |
| 24 ottobre | ITF Women's Circuit Mumbai 2005 Mumbai, India Cemento $10,000                                                |            |           |               |                  |
| 24 ottobre | Internazionali Città di Quartu Sant'Elena 2005 Quartu Sant'Elena, Italia Cemento $10,000                     |            |           |               |                  |
| 24 ottobre | Internazionali Città di Quartu Sant'Elena 2005 Quartu Sant'Elena, Italia Cemento $10,000                     |            |           |               |                  |
| 24 ottobre | Porto Santo Ladies Open 2005 Porto Santo, Portogallo Cemento $10,000                                         |            |           |               |                  |
| 24 ottobre | Porto Santo Ladies Open 2005 Porto Santo, Portogallo Cemento $10,000                                         |            |           |               |                  |
| 24 ottobre | ITF Women's Circuit Pretoria 2005 Pretoria, Sudafrica Cemento $10,000                                        |            |           |               |                  |
| 24 ottobre | ITF Women's Circuit Pretoria 2005 Pretoria, Sudafrica Cemento $10,000                                        |            |           |               |                  |
| 31 ottobre | ITF Women's Circuit Pretoria 2005 Pretoria, Sudafrica Cemento $10,000                                        |            |           |               |                  |
| 31 ottobre | ITF Women's Circuit Pretoria 2005 Pretoria, Sudafrica Cemento $10,000                                        |            |           |               |                  |
| 31 ottobre | Stockholm Ladies 2005 Stoccolma, Svezia Cemento $10,000                                                      |            |           |               |                  |
| 31 ottobre | Stockholm Ladies 2005 Stoccolma, Svezia Cemento $10,000                                                      |            |           |               |                  |
| 31 ottobre | NECC ITF Women's Tennis Tournament 2005 Pune, India Cemento $10,000                                          |            |           |               |                  |
| 31 ottobre | NECC ITF Women's Tennis Tournament 2005 Pune, India Cemento $10,000                                          |            |           |               |                  |
| 31 ottobre | Copa Occindetal Miramar 2005 L'Avana, Cuba Cemento $10,000                                                   |            |           |               |                  |
| 31 ottobre | Copa Occindetal Miramar 2005 L'Avana, Cuba Cemento $10,000                                                   |            |           |               |                  |
| 31 ottobre | ITF Women's Circuit Sao Paulo 2005 San Paolo, Brasile Cemento $10,000                                        |            |           |               |                  |
| 31 ottobre | ITF Women's Circuit Sao Paulo 2005 San Paolo, Brasile Cemento $10,000                                        |            |           |               |                  |
| 31 ottobre | ITF Women's Circuit Busan 2005 Pusan, Corea del Sud Cemento $50,000                                          |            |           |               |                  |
| 31 ottobre | ITF Women's Circuit Busan 2005 Pusan, Corea del Sud Cemento $50,000                                          |            |           |               |                  |
| 31 ottobre | ITF Women's Circuit Sutama 2005 Sutama, Giappone Terra rossa $25,000                                         |            |           |               |                  |
| 31 ottobre | ITF Women's Circuit Sutama 2005 Sutama, Giappone Terra rossa $25,000                                         |            |           |               |                  |
| 31 ottobre | Belarus Ladies Open 2005 Minsk, Bielorussia Sintetico $25,000                                                |            |           |               |                  |
| 31 ottobre | Belarus Ladies Open 2005 Minsk, Bielorussia Sintetico $25,000                                                |            |           |               |                  |

## Novembre
| Settimana   | Torneo                                                                                        | Vincitrice | Finalista | Semifinaliste | Quarti di finale |
| ----------- | --------------------------------------------------------------------------------------------- | ---------- | --------- | ------------- | ---------------- |
| 7 novembre  | ITF Women's Circuit Pittsburgh 2005 Pittsburgh, USA Cemento $75,000                           |            |           |               |                  |
| 7 novembre  | ITF Women's Circuit Pittsburgh 2005 Pittsburgh, USA Cemento $75,000                           |            |           |               |                  |
| 7 novembre  | ITF Women's Circuit Guangzhou 2005 Canton, Cina Cemento $25,000                               |            |           |               |                  |
| 7 novembre  | ITF Women's Circuit Guangzhou 2005 Canton, Cina Cemento $25,000                               |            |           |               |                  |
| 7 novembre  | Open du Havre 2005 Le Havre, Francia Terra rossa $10,000                                      |            |           |               |                  |
| 7 novembre  | Open du Havre 2005 Le Havre, Francia Terra rossa $10,000                                      |            |           |               |                  |
| 7 novembre  | ITF Women's Circuit Messico City 2005 Città del Messico, Messico Terra rossa $25,000          |            |           |               |                  |
| 7 novembre  | ITF Women's Circuit Messico City 2005 Città del Messico, Messico Terra rossa $25,000          |            |           |               |                  |
| 7 novembre  | Trofeo THB 2005 Maiorca, Spagna Terra rossa $10,000                                           |            |           |               |                  |
| 7 novembre  | Trofeo THB 2005 Maiorca, Spagna Terra rossa $10,000                                           |            |           |               |                  |
| 7 novembre  | ITF Women's Circuit Pune 2005 Pune, India Terra rossa $10,000                                 |            |           |               |                  |
| 7 novembre  | ITF Women's Circuit Pune 2005 Pune, India Terra rossa $10,000                                 |            |           |               |                  |
| 7 novembre  | Nyrstar Port Pirie Tennis International 2005 Port Pirie, Australia Cemento $25,000            |            |           |               |                  |
| 7 novembre  | Nyrstar Port Pirie Tennis International 2005 Port Pirie, Australia Cemento $25,000            |            |           |               |                  |
| 7 novembre  | Garuda Indonesia Championships Jakarta 2005 Giacarta, Indonesia Cemento $25,000               |            |           |               |                  |
| 7 novembre  | Garuda Indonesia Championships Jakarta 2005 Giacarta, Indonesia Cemento $25,000               |            |           |               |                  |
| 7 novembre  | Smart ITF Women's Circuit 2005 Manila, Filippine Cemento $10,000                              |            |           |               |                  |
| 7 novembre  | Smart ITF Women's Circuit 2005 Manila, Filippine Cemento $10,000                              |            |           |               |                  |
| 7 novembre  | Tevlin Challenger 2005 Toronto, Canada Cemento $25,000                                        |            |           |               |                  |
| 7 novembre  | Tevlin Challenger 2005 Toronto, Canada Cemento $25,000                                        |            |           |               |                  |
| 7 novembre  | ITF Women's Circuit Shenzhen 2005 Shenzhen, Cina Cemento $50,000                              |            |           |               |                  |
| 7 novembre  | ITF Women's Circuit Shenzhen 2005 Shenzhen, Cina Cemento $50,000                              |            |           |               |                  |
| 14 novembre | ITF Women's Circuit Tucson 2005 Tucson, USA Cemento $75,000                                   |            |           |               |                  |
| 14 novembre | ITF Women's Circuit Tucson 2005 Tucson, USA Cemento $75,000                                   |            |           |               |                  |
| 14 novembre | Czech Indoor Open 2005 Průhonice, Repubblica Ceca Cemento $25,000                             |            |           |               |                  |
| 14 novembre | Czech Indoor Open 2005 Průhonice, Repubblica Ceca Cemento $25,000                             |            |           |               |                  |
| 14 novembre | Trofeo Ayuntamiento Son Servera 2005 Maiorca, Spagna Terra rossa $10,000                      |            |           |               |                  |
| 14 novembre | Trofeo Ayuntamiento Son Servera 2005 Maiorca, Spagna Terra rossa $10,000                      |            |           |               |                  |
| 14 novembre | Open Waterford Wedgwood 2005 Deauville, Francia Terra rossa $50,000                           |            |           |               |                  |
| 14 novembre | Open Waterford Wedgwood 2005 Deauville, Francia Terra rossa $50,000                           |            |           |               |                  |
| 14 novembre | ITF Women's Circuit Giza 2005 Giza, Egitto Terra rossa $10,000                                |            |           |               |                  |
| 14 novembre | ITF Women's Circuit Giza 2005 Giza, Egitto Terra rossa $10,000                                |            |           |               |                  |
| 14 novembre | ITF Women's Circuit Shenzhen 2005 Shenzhen, Cina Cemento $25,000                              |            |           |               |                  |
| 14 novembre | ITF Women's Circuit Shenzhen 2005 Shenzhen, Cina Cemento $25,000                              |            |           |               |                  |
| 14 novembre | Abierto Femenil de Tenis Puebla de Los Angeles 2005 Puebla, Messico Cemento $25,000           |            |           |               |                  |
| 14 novembre | Abierto Femenil de Tenis Puebla de Los Angeles 2005 Puebla, Messico Cemento $25,000           |            |           |               |                  |
| 14 novembre | ITF Women's Circuit Nuriootpa 2005 Nuriootpa, Australia Cemento $25,000                       |            |           |               |                  |
| 14 novembre | ITF Women's Circuit Nuriootpa 2005 Nuriootpa, Australia Cemento $25,000                       |            |           |               |                  |
| 14 novembre | Smart ITF Women's Circuit 2005 Manila, Filippine Cemento $10,000                              |            |           |               |                  |
| 14 novembre | Smart ITF Women's Circuit 2005 Manila, Filippine Cemento $10,000                              |            |           |               |                  |
| 21 novembre | Internationaux Féminins de la Vienne 2005 Poitiers, Francia Cemento $75,000                   |            |           |               |                  |
| 21 novembre | Internationaux Féminins de la Vienne 2005 Poitiers, Francia Cemento $75,000                   |            |           |               |                  |
| 21 novembre | ITF Women's Circuit Beijing 2005 Pechino, Cina Cemento $50,000                                |            |           |               |                  |
| 21 novembre | ITF Women's Circuit Beijing 2005 Pechino, Cina Cemento $50,000                                |            |           |               |                  |
| 21 novembre | ITF Women's Circuit Florianopolis 2005 Florianópolis, Brasile Terra rossa $10,000             |            |           |               |                  |
| 21 novembre | ITF Women's Circuit Florianopolis 2005 Florianópolis, Brasile Terra rossa $10,000             |            |           |               |                  |
| 21 novembre | ITF Women's Circuit Giza 2005 Giza, Egitto Terra rossa $10,000                                |            |           |               |                  |
| 21 novembre | ITF Women's Circuit Giza 2005 Giza, Egitto Terra rossa $10,000                                |            |           |               |                  |
| 21 novembre | ITF Femenil San Luis Potosí 2005 San Luis Potosí, Messico Cemento $25,000                     |            |           |               |                  |
| 21 novembre | ITF Femenil San Luis Potosí 2005 San Luis Potosí, Messico Cemento $25,000                     |            |           |               |                  |
| 21 novembre | AEGON Pro Series Sunderland 2005 Sunderland, Gran Bretagna Cemento $10,000                    |            |           |               |                  |
| 21 novembre | AEGON Pro Series Sunderland 2005 Sunderland, Gran Bretagna Cemento $10,000                    |            |           |               |                  |
| 21 novembre | Copa Occindetal Miramar 2005 L'Avana, Cuba Cemento $10,000                                    |            |           |               |                  |
| 21 novembre | Copa Occindetal Miramar 2005 L'Avana, Cuba Cemento $10,000                                    |            |           |               |                  |
| 21 novembre | City of Mount Gambier Blue Lake Women's Classic 2005 Mount Gambier, Australia Cemento $25,000 |            |           |               |                  |
| 21 novembre | City of Mount Gambier Blue Lake Women's Classic 2005 Mount Gambier, Australia Cemento $25,000 |            |           |               |                  |
| 21 novembre | Hart Open 2005 Opole, Polonia Sintetico $25,000                                               |            |           |               |                  |
| 21 novembre | Hart Open 2005 Opole, Polonia Sintetico $25,000                                               |            |           |               |                  |
| 21 novembre | Bahrain Women's Circuit 2005 Manama, Bahrein Cemento $10,000                                  |            |           |               |                  |
| 21 novembre | Bahrain Women's Circuit 2005 Manama, Bahrein Cemento $10,000                                  |            |           |               |                  |
| 21 novembre | ITF Women's Circuit Ashkelon 2005 Ascalona, Israele Cemento $10,000                           |            |           |               |                  |
| 21 novembre | ITF Women's Circuit Ashkelon 2005 Ascalona, Israele Cemento $10,000                           |            |           |               |                  |
| 28 novembre | ITF Women's Circuit Ramat HaSharon2 2005 Ramat HaSharon, Israele Cemento $10,000              |            |           |               |                  |
| 28 novembre | ITF Women's Circuit Ramat HaSharon2 2005 Ramat HaSharon, Israele Cemento $10,000              |            |           |               |                  |
| 28 novembre | Copa Occindetal Miramar 2005 L'Avana, Cuba Cemento $10,000                                    |            |           |               |                  |
| 28 novembre | Copa Occindetal Miramar 2005 L'Avana, Cuba Cemento $10,000                                    |            |           |               |                  |
| 28 novembre | ITF Women's Circuit Palm Beach Gardens 2005 Palm Beach Gardens, USA Terra rossa $50,000       |            |           |               |                  |
| 28 novembre | ITF Women's Circuit Palm Beach Gardens 2005 Palm Beach Gardens, USA Terra rossa $50,000       |            |           |               |                  |
| 28 novembre | ITF Women's Circuit Giza 2005 Giza, Egitto Terra rossa $10,000                                |            |           |               |                  |
| 28 novembre | ITF Women's Circuit Giza 2005 Giza, Egitto Terra rossa $10,000                                |            |           |               |                  |

## Dicembre
| Settimana   | Torneo                                                                          | Vincitrice | Finalista | Semifinaliste | Quarti di finale |
| ----------- | ------------------------------------------------------------------------------- | ---------- | --------- | ------------- | ---------------- |
| 5 dicembre  | Zubr Cup 2005 Přerov, Repubblica Ceca Sintetico $25,000                         |            |           |               |                  |
| 5 dicembre  | Zubr Cup 2005 Přerov, Repubblica Ceca Sintetico $25,000                         |            |           |               |                  |
| 5 dicembre  | ITF Women's Circuit Bandung 2005 Bandung, Indonesia Cemento $10,000             |            |           |               |                  |
| 5 dicembre  | ITF Women's Circuit Bandung 2005 Bandung, Indonesia Cemento $10,000             |            |           |               |                  |
| 5 dicembre  | Marjorie Sherman Women's Circuit 2005 Raanana, Israele Cemento $10,000          |            |           |               |                  |
| 5 dicembre  | Marjorie Sherman Women's Circuit 2005 Raanana, Israele Cemento $10,000          |            |           |               |                  |
| 12 dicembre | Deza Trophy 2005 Valašské Meziříčí, Repubblica Ceca Cemento $25,000             |            |           |               |                  |
| 12 dicembre | Deza Trophy 2005 Valašské Meziříčí, Repubblica Ceca Cemento $25,000             |            |           |               |                  |
| 12 dicembre | Città di Bergamo 2005 Bergamo, Italia Sintetico $50,000                         |            |           |               |                  |
| 12 dicembre | Città di Bergamo 2005 Bergamo, Italia Sintetico $50,000                         |            |           |               |                  |
| 12 dicembre | Garuda Indonesia Championships Jakarta 2005 Giacarta, Indonesia Cemento $10,000 |            |           |               |                  |
| 12 dicembre | Garuda Indonesia Championships Jakarta 2005 Giacarta, Indonesia Cemento $10,000 |            |           |               |                  |
| 12 dicembre | Al Habtoor Future Challenge 2005 Dubai, Emirati Arabi Uniti Cemento $75,000+H   |            |           |               |                  |
| 12 dicembre | Al Habtoor Future Challenge 2005 Dubai, Emirati Arabi Uniti Cemento $75,000+H   |            |           |               |                  |